# Muro de Filipe Augusto
O Muro de Filipe Augusto é um sistema de fortificação urbana construído em Paris a partir do final do século XII. Este segundo recinto medieval é o mais antigo de que se conhece o percurso com precisão.
Muito parcialmente integrado em construções posteriores, este recinto deixou mais vestígios do que as seguintes fortificações, nomeadamente o Muro de Carlos V e o Muro das Fossas Amarelas substituídos pelos grandes boulevards depois de 1670, o Muro dos Fermiers Généraux e o Muro de Thiers também na origem dos cinturões de avenidas no século XIX e no século XX.
Sua impressão no mapa de Paris, menos visível, não é menos importante:
- na margem direita, pela abertura de ruas encostadas ao baluarte a partir do qual se desenvolveu na Idade Média a urbanização dos bairros centrais da margem direita, que se revela pela orientação da rede, na diagonal da Rue Jean-Jacques-Rousseau e estradas paralelas, em relação à Rue Saint-Honoré, curvando-se da Rue Tiquetonne para a Rue des Francs-Bourgeois, depois perpendicular ao Sena, Rue des Jardins-Saint-Paul onde a antiga muralha é visível.
- na margem esquerda, pelas ruas traçadas em suas antigas valas, em particular a Rue des Fossés-Saint-Bernard, a Rue des Fossés Saint-Jacques e a Rue Monsieur-le-Prince, antiga Rue des Fossés Monsieur le Prince.

## História
A construção do muro ocorre no contexto das lutas entre Filipe Augusto e a dinastia inglesa de Plantageneta. A fim de proteger Paris de possíveis ataques, principalmente do Norte e do Oeste, o Rei da França, antes de partir para a Terceira Cruzada, ordenou a construção de um muro de pedra para proteger a capital em sua ausência.
Era apenas uma parede simples, ladeada por torres, e as estradas de Paris estavam localizadas nas proximidades.

Painel História de Paris "Delegacia de Filipe Augusto" da Passagem DauphinePainel História de Paris "Delegacia de Filipe Augusto" da Passagem Dauphine
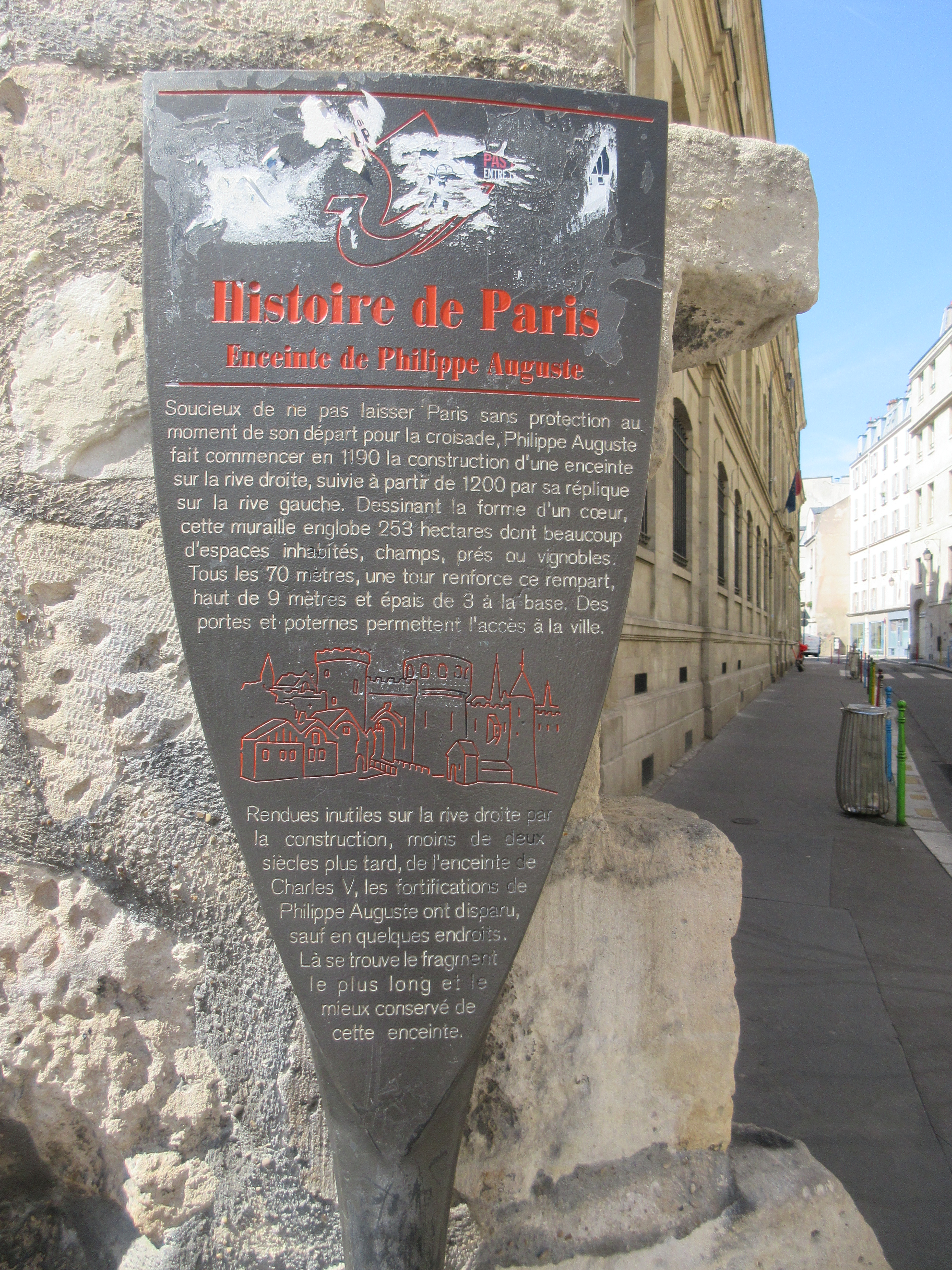
Painel História de Paris "Delegacia de Filipe Augusto" da rua Carlos Magno

### Construção

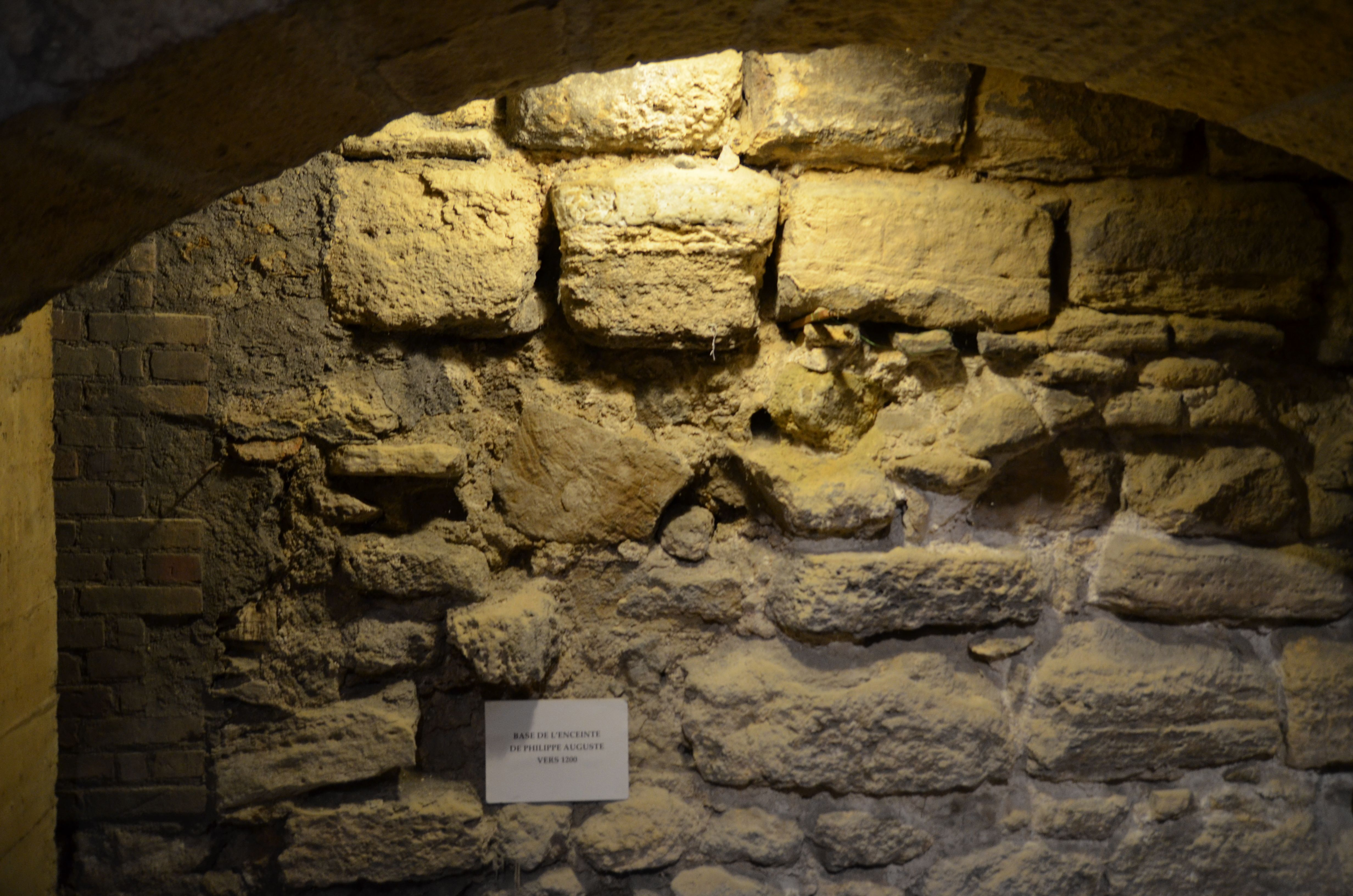
Base do recinto, nas caves da Tour Jean-sans-Peur.

A margem direita foi fortificada primeiro, de 1190 a 1209, depois a margem esquerda, de 1200 a 1215. O atraso que separa a construção do recinto nas duas margens do Sena deveu-se a razões estratégicas; estando o Ducado da Normandia então nas mãos dos Plantagenetas, o ataque provavelmente teria vindo do noroeste. Filipe Augusto decidiu construir a fortaleza do Château du Louvre para fortalecer a defesa da cidade contra um ataque que subia o Sena.
A margem esquerda menos urbanizada e menos exposta foi considerada menos prioritária.
O muro de Filipe Augusto abrangia uma área de 253 hectares e tinha 2500 metros na margem esquerda e 2600 na margem direita. Segundo estimativas após estudo de documentos da época, a construção da obra custou pouco mais de 14 000 libras parisienses ao longo de aproximadamente 20 anos de duração da construção. Essa soma representa aproximadamente 12 % da renda anual do rei em torno de 1200.

### Evolução

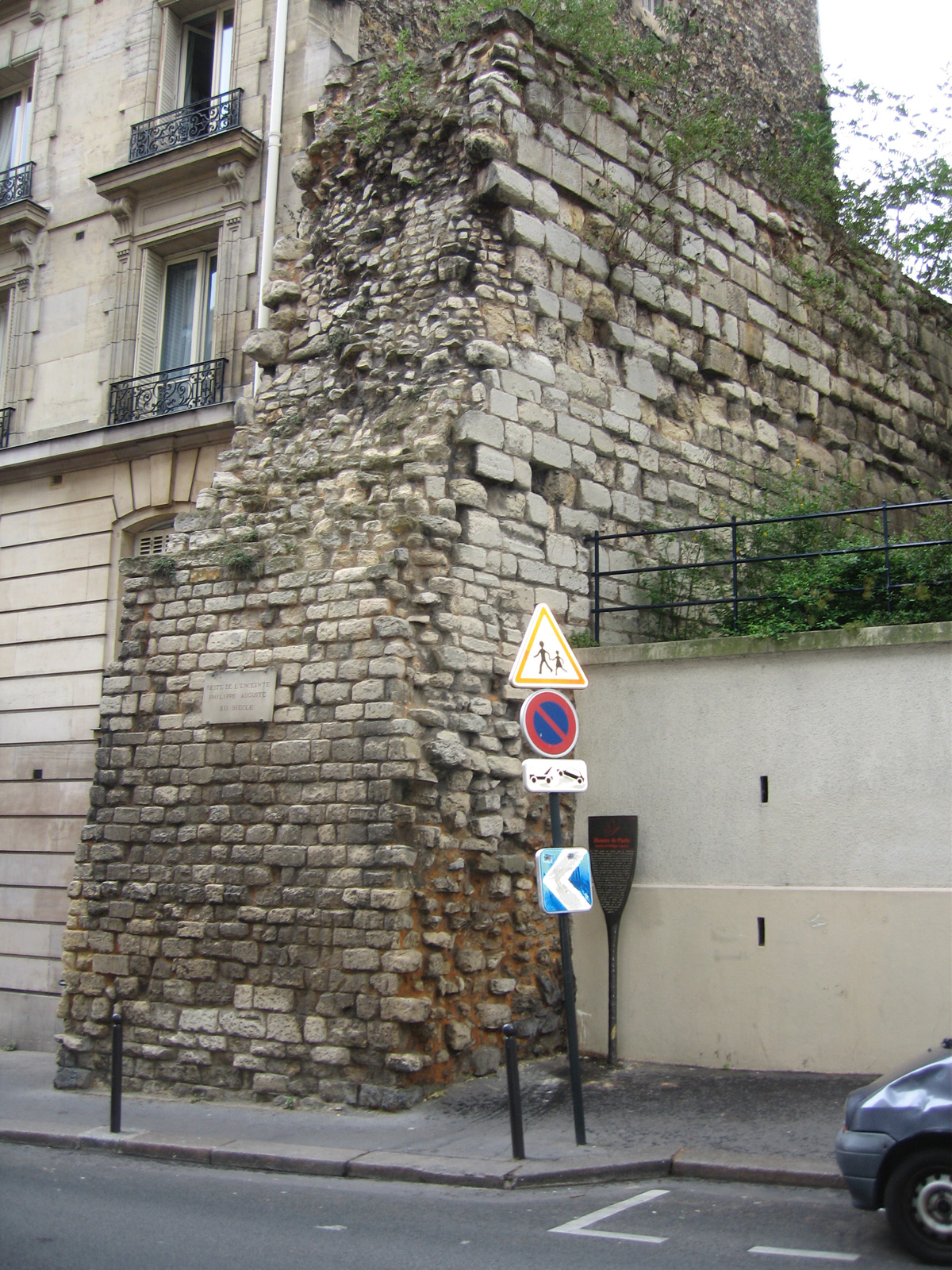
Parte da parede cortina salva na rue Clovis.

Apesar da construção no século XIV século do Muro de Carlos V incluindo o de Filipe Augusto na margem direita, este último não foi demolido. Em 1434, ainda era considerado 
moult fors et espes que on y menroit bien une charrette dessus
 (sólido e grosso como uma carroça poderia rolar).
No entanto, o recinto de Carlos V dizia respeito apenas à margem direita. A margem esquerda, ainda muito menos povoada, teve de se contentar com o antigo muro de Filipe Augusto até ao século XVI. No entanto, decidiu-se adaptar a muralha às novas técnicas de cerco. Essas mudanças consistiram em:
- a abertura de uma vala larga em frente ao muro e o uso de suas estacas atrás do muro, a fim de reforçá-lo;
- a escavação de uma vala traseira que se fundiu com a vala principal em certas seções da parede;
- a inundação de partes localizadas no mesmo nível do Sena. A água da enchente foi mantida nas valas por meio de comportas localizadas ao nível das margens do rio;
- a remoção das ameias das torres substituídas por uma cobertura cônica;
- o reforço das portas pela construção de um barbacã com uma grade, uma ponte fixa e uma ponte levadiça;
- ao longo de algumas partes da muralha, um passadiço interior foi construído do lado da cidade para facilitar a circulação da artilharia.

### Desaparecimento
Na margem direita, Francisco I demoliu em 1533 as portas e permitiu o arrendamento de terrenos cercados sem autorizar a demolição. A partir da segunda metade do século XVI, estas terras foram vendidas a particulares, provocando muitas vezes o desmantelamento de grandes porções da muralha. O muro na margem esquerda sofreu a mesma evolução sob Henrique IV; em 1590, preferiu-se cavar valas para além da periferia da cidade a modernizar novamente o muro.
As valas perto do Sena servindo de esgoto a céu aberto e causando problemas de salubridade, foi decidido no século XVII para substituí-los por galerias cobertas antes de reenchê-los. Os últimos portões sobreviventes, impróprios para o tráfego cada vez maior, foram arrasados na década de 1680 de modo que o muro se tornou completamente invisível.

## Traçado

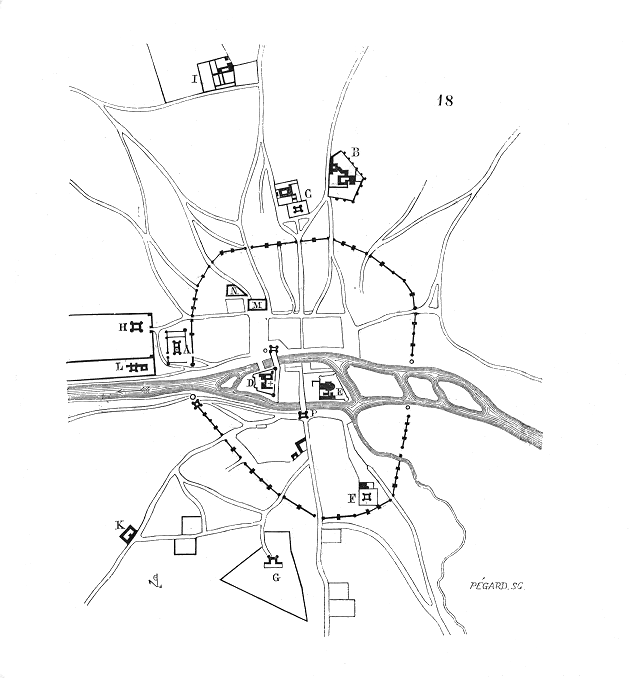
Mapa de Paris no século XIV XIV, por Eugène Viollet-le-Duc, 1856.

Desenhando ' as paredes de Filipe Augusto - ALPAGE

Este novo recinto, quase redondo e do qual a cidade era o centro, continha 739 arpentes e encerrava em Paris vários burgos que haviam sido formados:
Ao Norte:
- o beau Bourg;
- o bourg Tiboust;
- o bourg Saint-Germain-l'Auxerrois;
- uma parte do Bourg-l'Abbé.

Ao Sul:
- o bourg Sainte-Geneviève.

Neste recinto também estavam contidos espaços de terrenos, consideráveis, que ainda não estavam totalmente cobertos de casas em meados do século seguinte sob o reinado de São Luís.
O Muro de Filipe Augusto atravessava os atuais 1.º, 4.º, 5.º e 6.º arrondissements de Paris.

## Muro
Inteiramente ameada, e equipada com um passadiço ao longo de todo o seu comprimento, a muralha media seis a oito metros de altura, mesmo nove contando o parapeito, para uma espessura de quatro a seis metros na base.
Composto por dois muros de aparato médio entre os quais foram introduzidas pedras e argamassa para reforçá-lo, o muro tinha um passadiço de cerca de dois metros de largura e ameias. Era acessado por escadas encostadas na parede ou pelas escadas das portas.

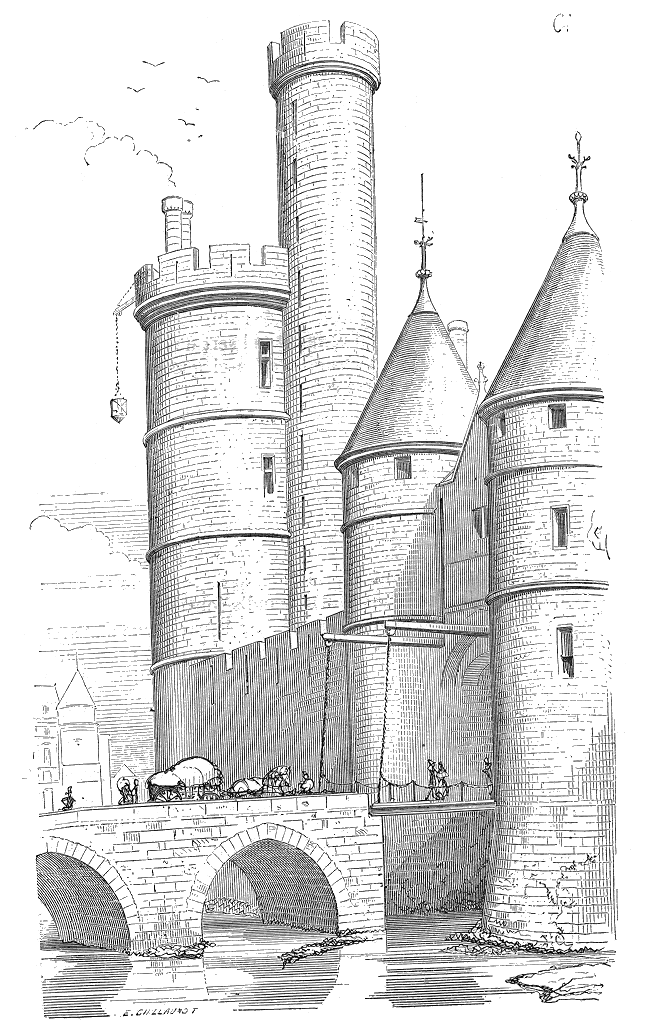
Representação de 1856 do Tour de Nesle de acordo com Eugène Viollet-le-Duc.

## Torres

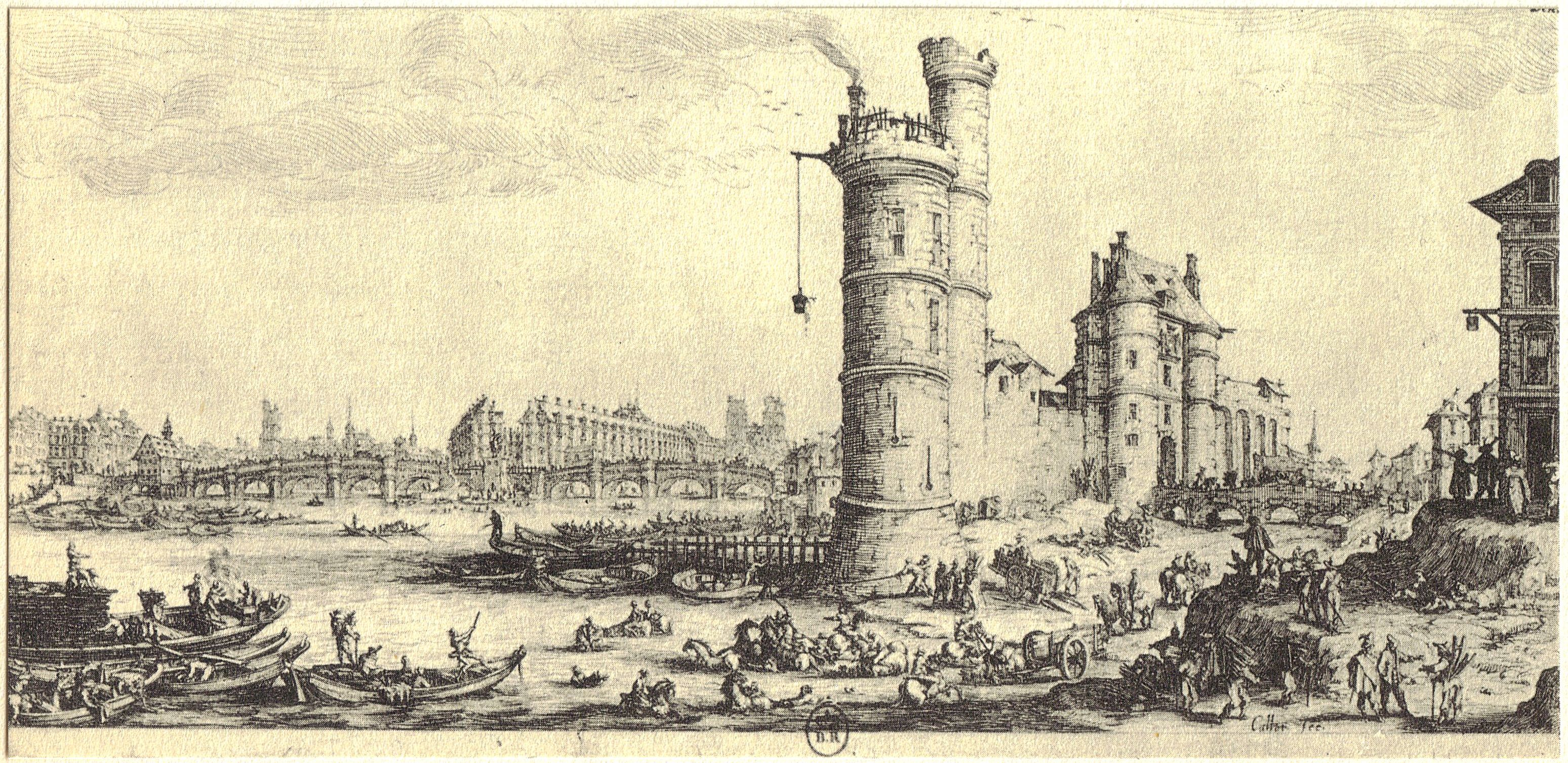
A Tour Nesle e a Pont-Neuf de Jacques Callot.

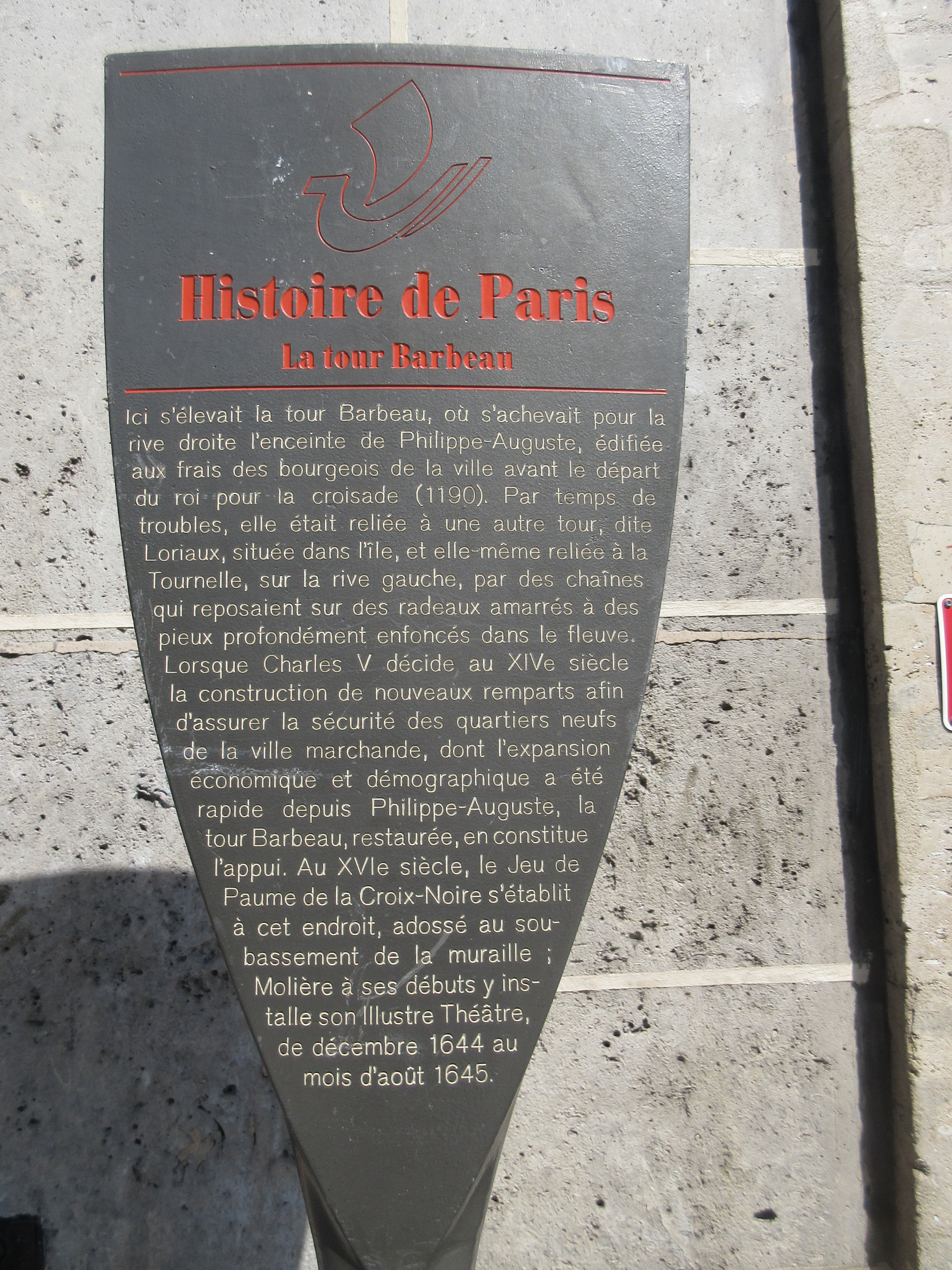
Painel História de Paris
"A Tour Barbeau"

Era ladeado por 77 torres semi-cilíndricas (não projetadas para o interior da cidade e integradas na cortina) a cada 60 metros (39 na margem direita, 38 na margem esquerda). Eles tinham um diâmetro de 6 metros incluindo as paredes de um metro de espessura. Sua altura atingiu cerca de quinze metros. Cada uma das torres tinha 3 andares. A sua base era abobadada mas os níveis superiores parecem ter um piso de tábuas e o topo era um terraço aberto ao qual se acedia por escadas interiores, ou por vezes por uma escada em caracol desenhada na espessura da parede, do lado da cidade. O piso superior das torres domina a cortina da muralha a que dá acesso. Mais tarde as suas torres foram dotadas de uma cobertura cónica sobre armação para proteger os miradouros e proteger as construções e os soldados da chuva.
Quatro fortes torres de 25 metros de altura e 10 metros de diâmetro localizadas na junção do recinto com o Sena possibilitaram o controle da navegação fluvial. Fortes correntes foram colocadas entre essas torres para bloquear qualquer acesso por via fluvial em caso de distúrbios.
A oeste havia:
- a Tour du coin, margem direita, muito perto do Louvre (Quai François-Mitterrand);
- a Tour de Nesle, margem esquerda (Quai de Conti).

A leste:
- a Tour Barbeau, margem direita (Quai des Célestins);
- a Tournelle, margem esquerda (Quai de la Tournelle).

## Portas

### Portas da margem esquerda
- a Porte Saint-Germain;
- a Porte d'Enfer;
- a Porte Saint-Jacques;
- a Porte Saint Marcel;
- a Porte Saint-Victor.
- a Porte Saint-Bernard.

### Portas da margem direita
- a Porte du Louvre;
- a Porte Saint-Honoré.
- a Porte Montmartre;
- a Porte Saint-Denis;
- a Porte Saint-Martin;
- a Porte Saint-Antoine.

## Vestígios
O muro tornou-se quase invisível desde o século XVII; no entanto, ainda é possível ver algumas partes dele. Devido à absorção do muro pelas habitações circundantes (cortinas utilizadas como muro de apoio, torres utilizadas como escadaria, etc.), os vestígios são muitas vezes difíceis de detectar. Grande parte deles está localizada em propriedade privada, não acessível ao público.
Vinte porções existentes foram classificadas como monumentos históricos desde 1889:
- 1.º arrondissement:
  - 7, 9 rue du Jour, 62 rue Jean-Jacques-Rousseau[5]
  - 21, 23 rue du Jour, 70 rue Jean-Jacques-Rousseau[6]
  - 11, 13 rue du Louvre, 20 rue Jean-Jacques-Rousseau[7]
  - 146, 148, 150 rue Saint-Honoré[8]

- 2.º arrondissement de Paris:
  - 16 rue Etienne-Marcel, 15 rue Tiquetonne[9]
  - 20 rue Etienne-Marcel[10]

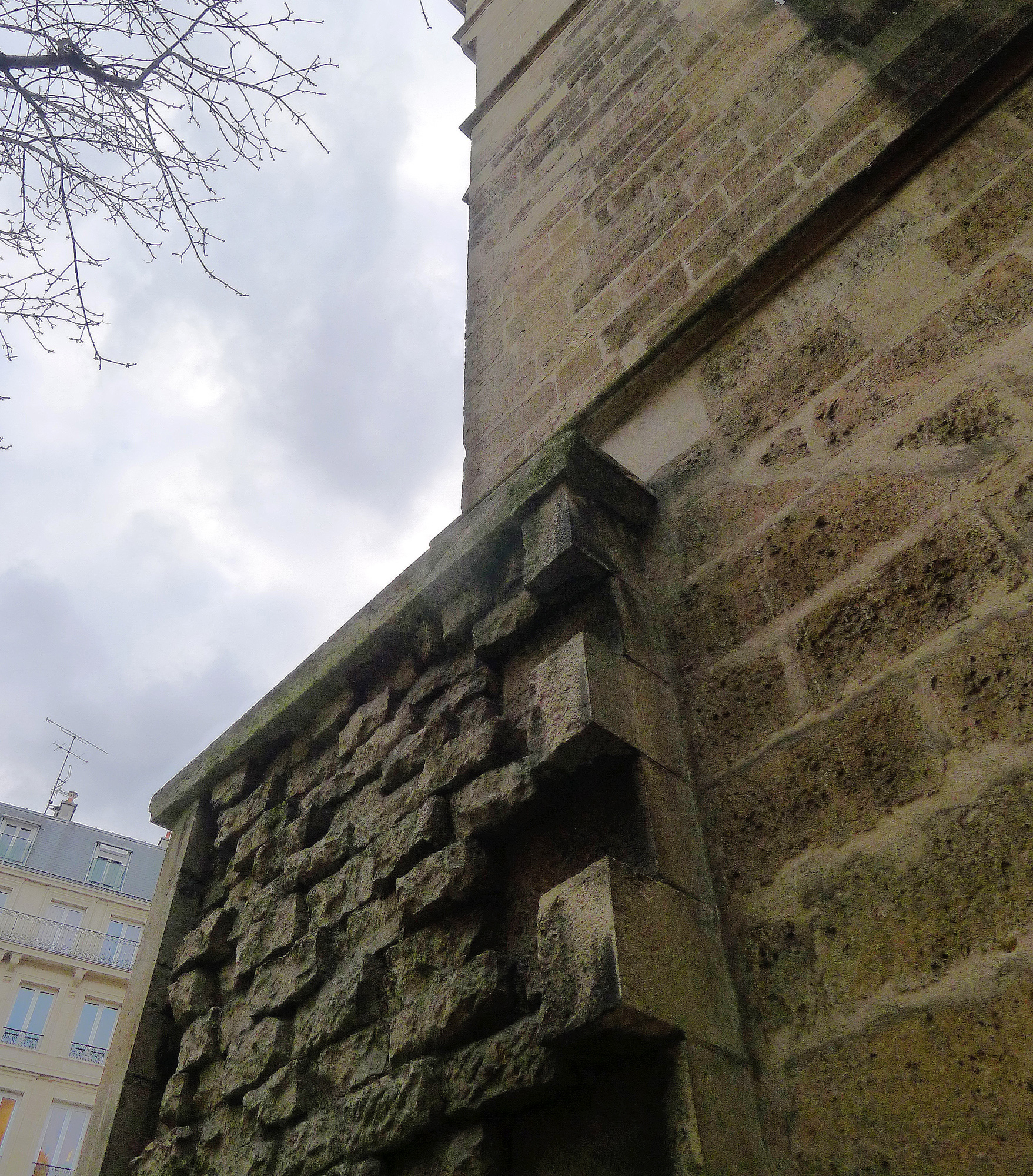
Vestígio acima do solo.

- 3.º arrondissement:
  - 69, 71 rue du Temple[11]

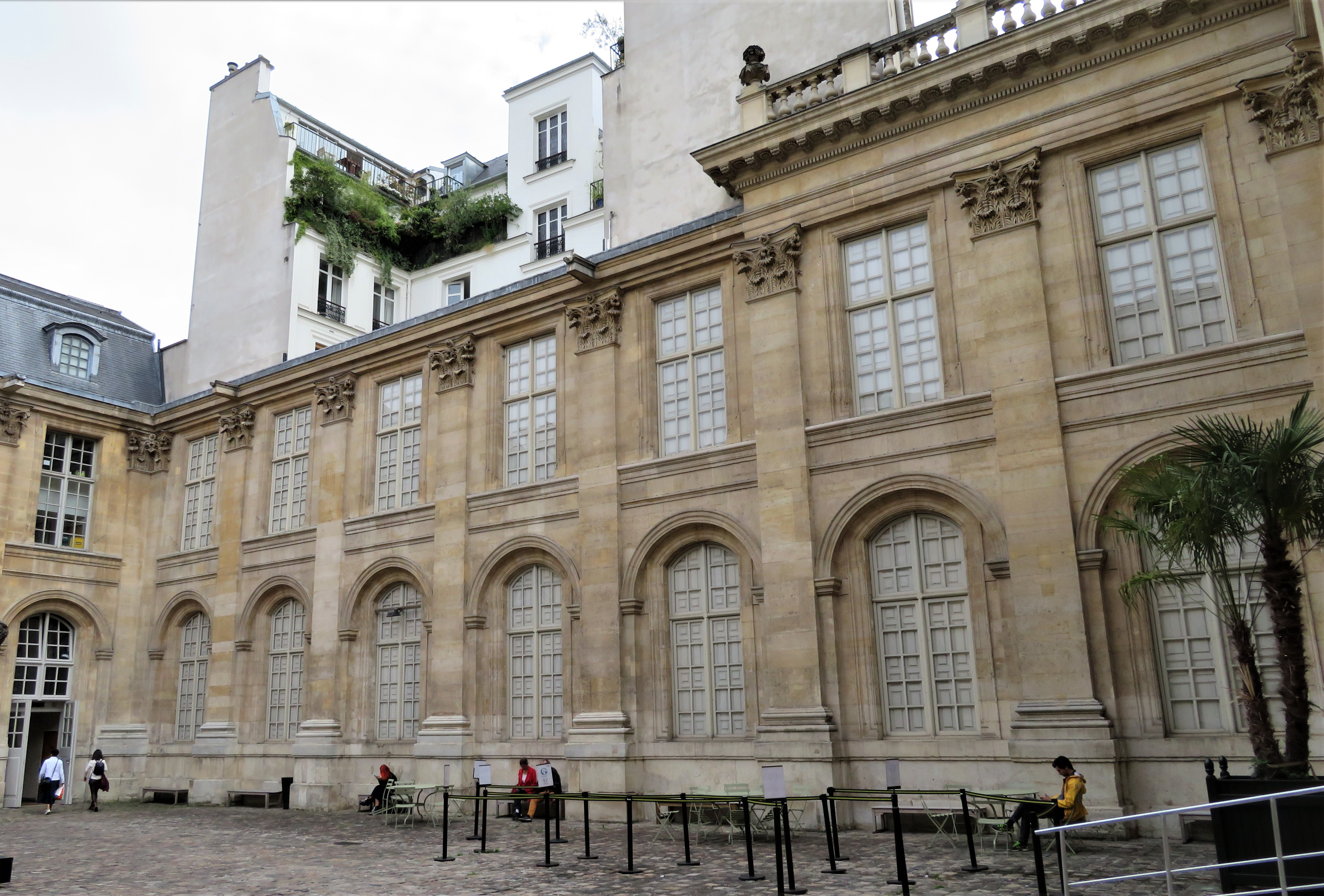
trompe l'oeil parede ao longo do recinto.

- 4.º arrondissement:
  - 15 rue de l'Ave-Maria[12]
  - 9 a 15 rue Carlos Magno[13]
  - 17, 19, 21 rue des Jardins-Saint-Paul[14]

A parte mais longa ainda existente está na esquina da rue Charlemagne e rue des Jardins-Saint-Paul.A parte mais longa ainda existente está na esquina da rue Charlemagne e rue des Jardins-Saint-Paul.
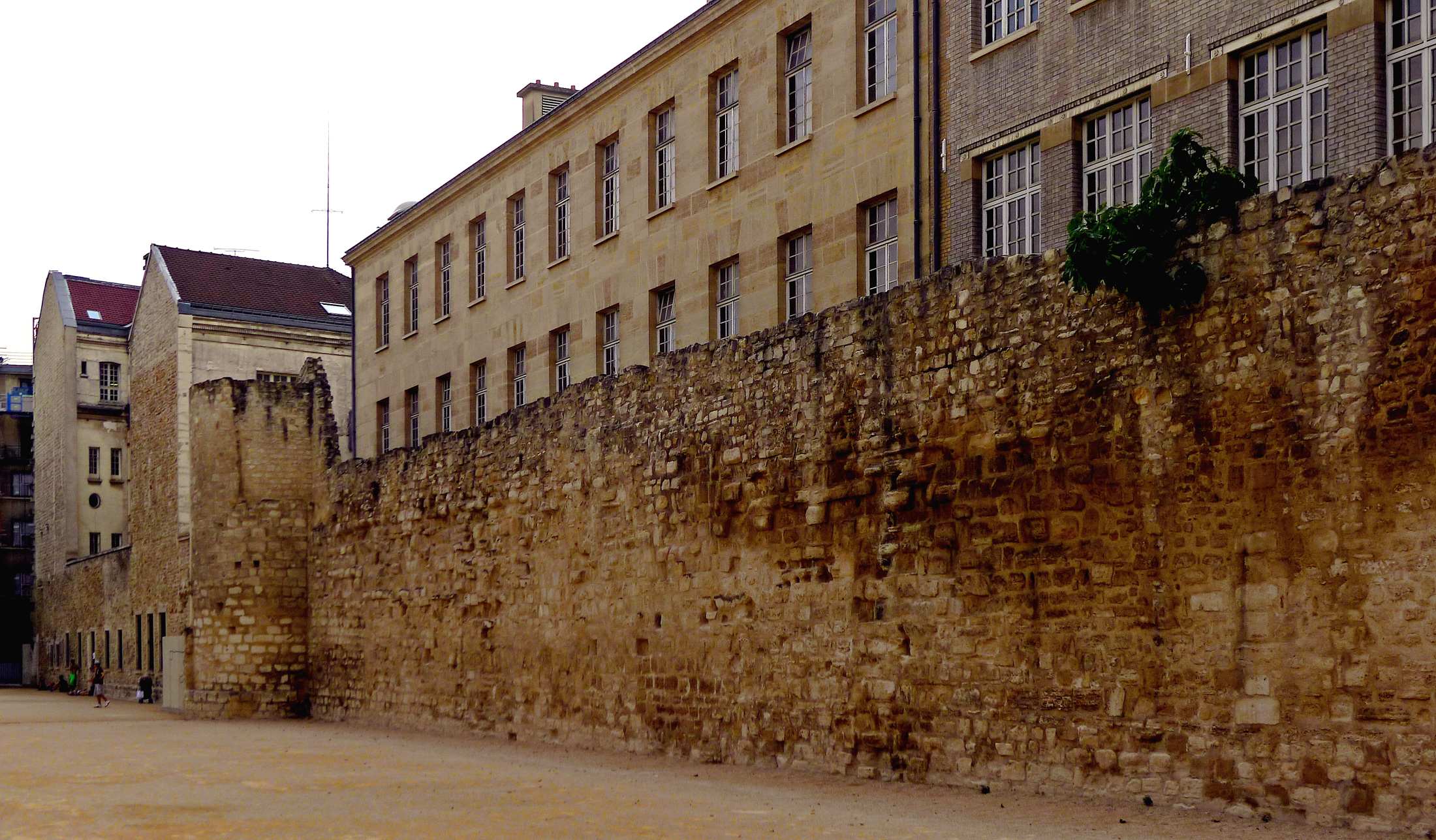
Outra visão mais próxima desta mesma porção.
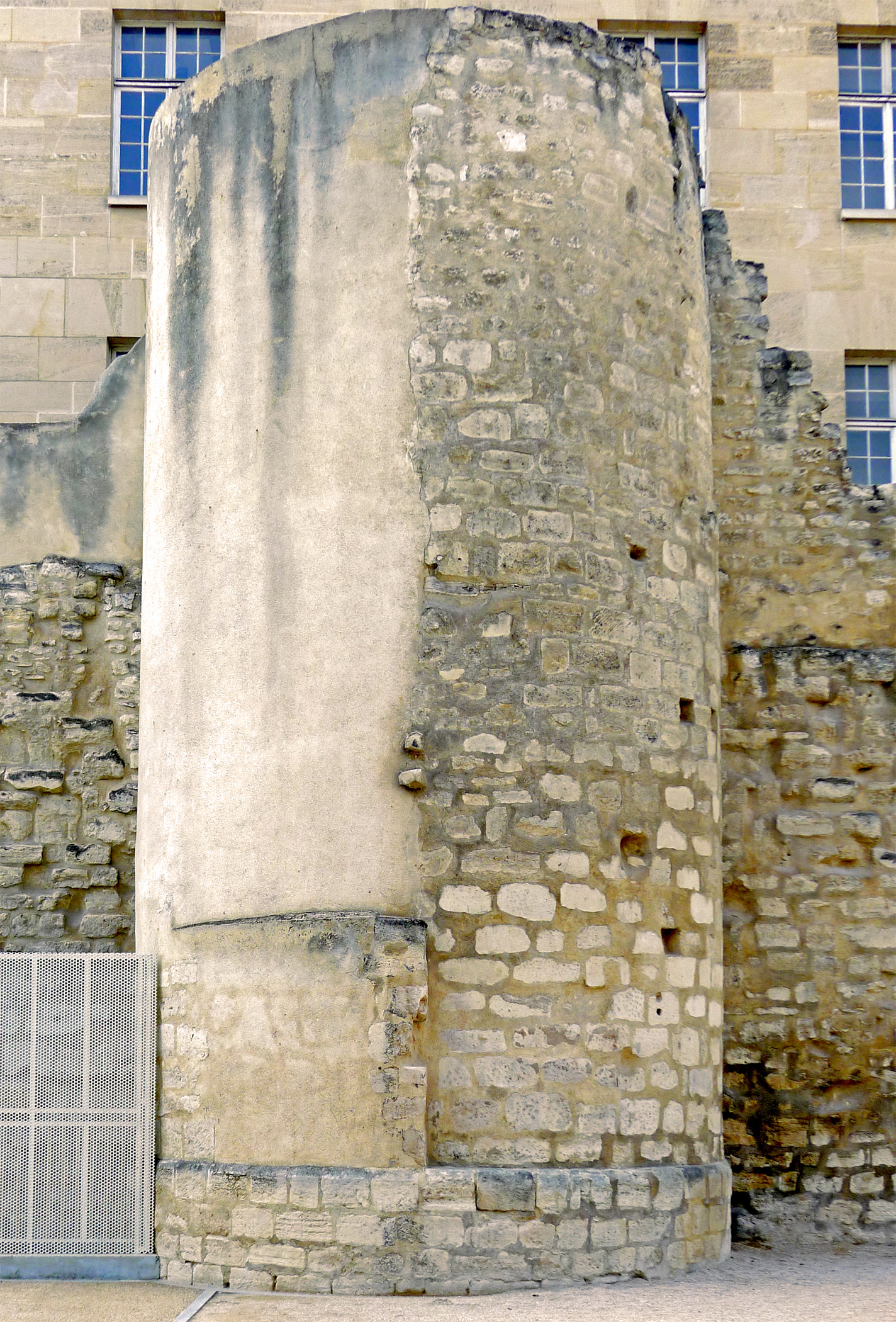
A torre rue des Jardins-Saint-Paul.
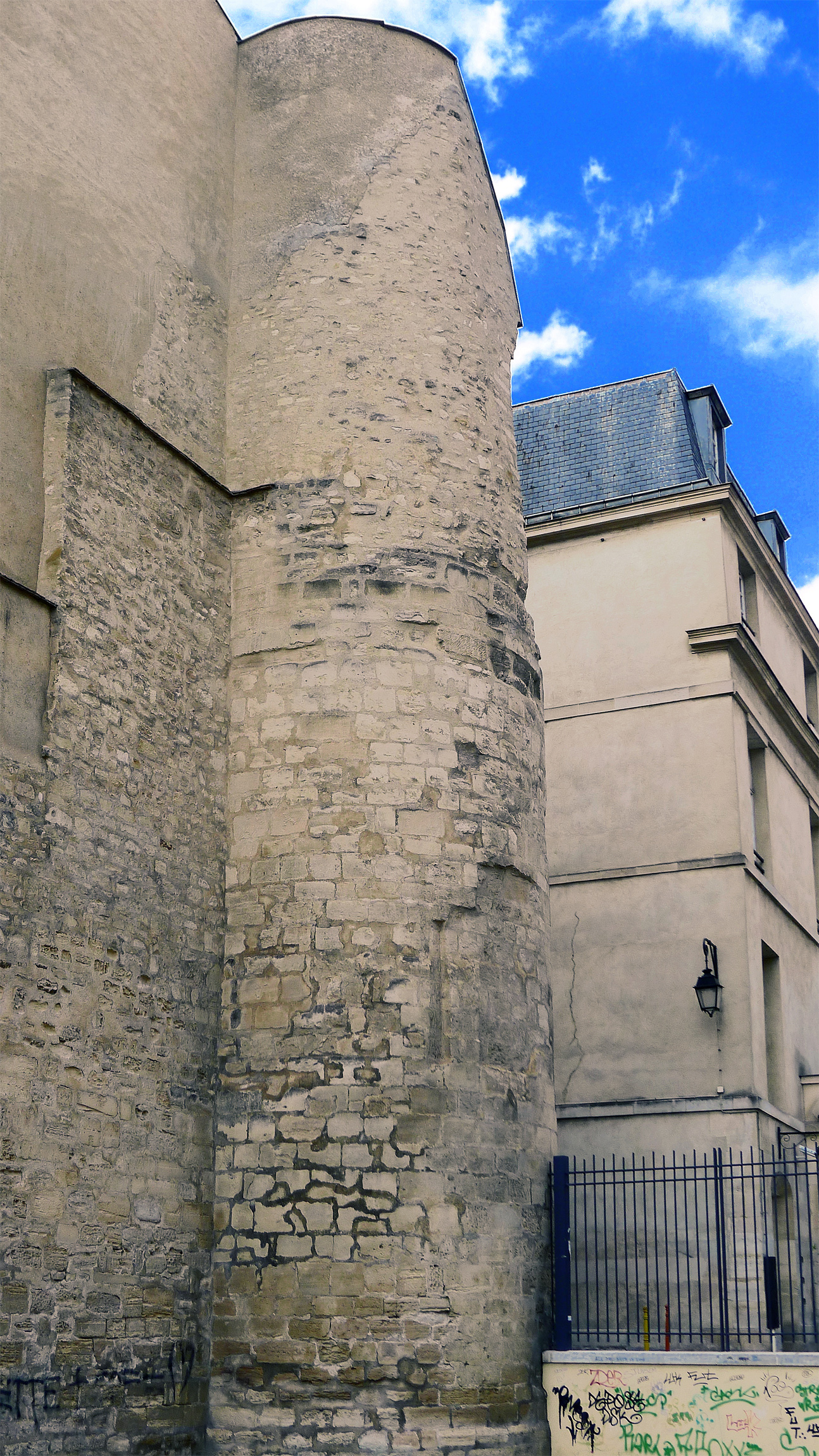
A torre na esquina da rue Charlemagne e rue des Jardins-Saint-Paul, conhecida como "Tour Montgomery".

- 7 rue de Sévigné

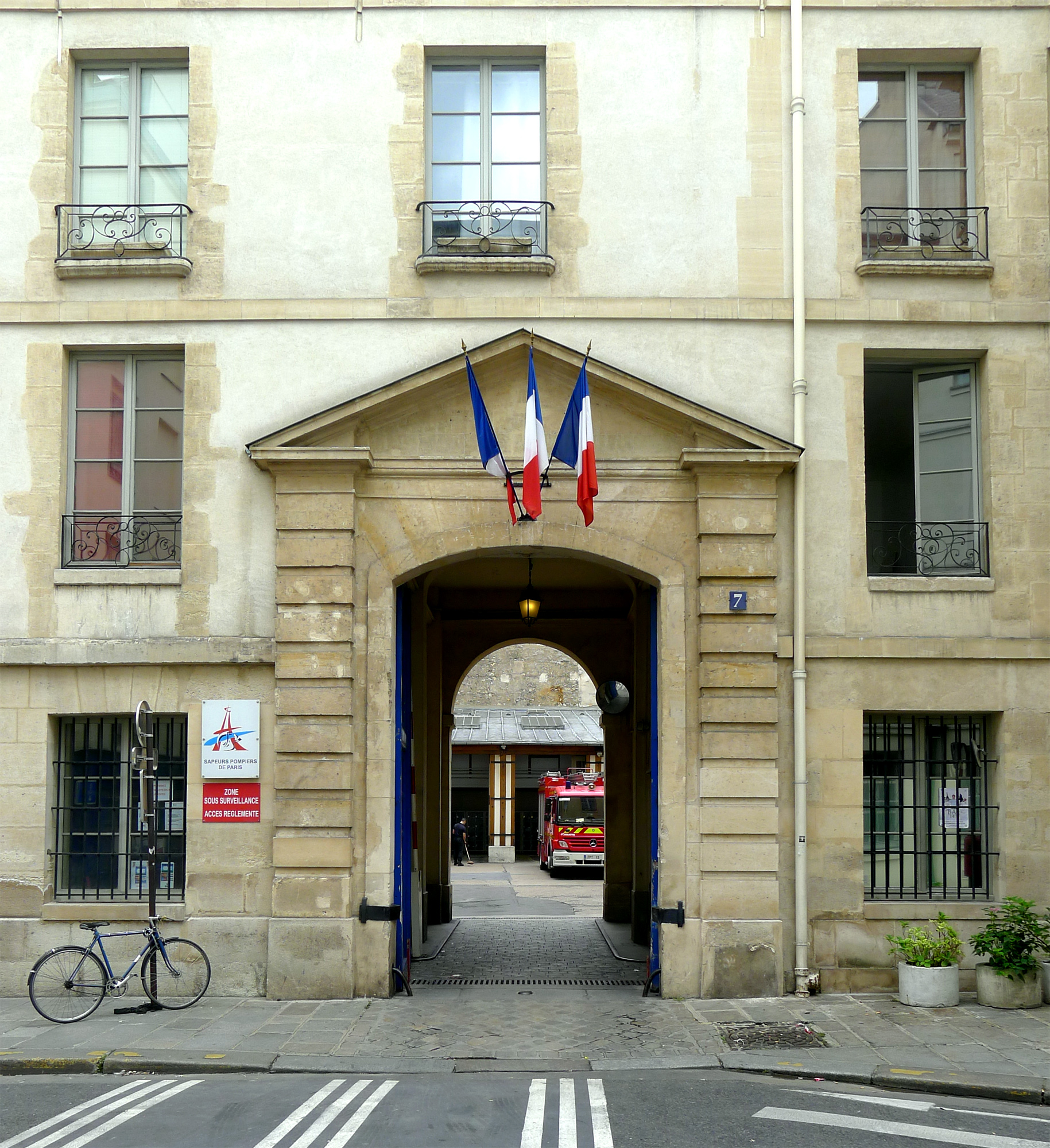
Predefinição:N° 7 entrada 7

- 57, 59 rue des Francs-Bourgeois

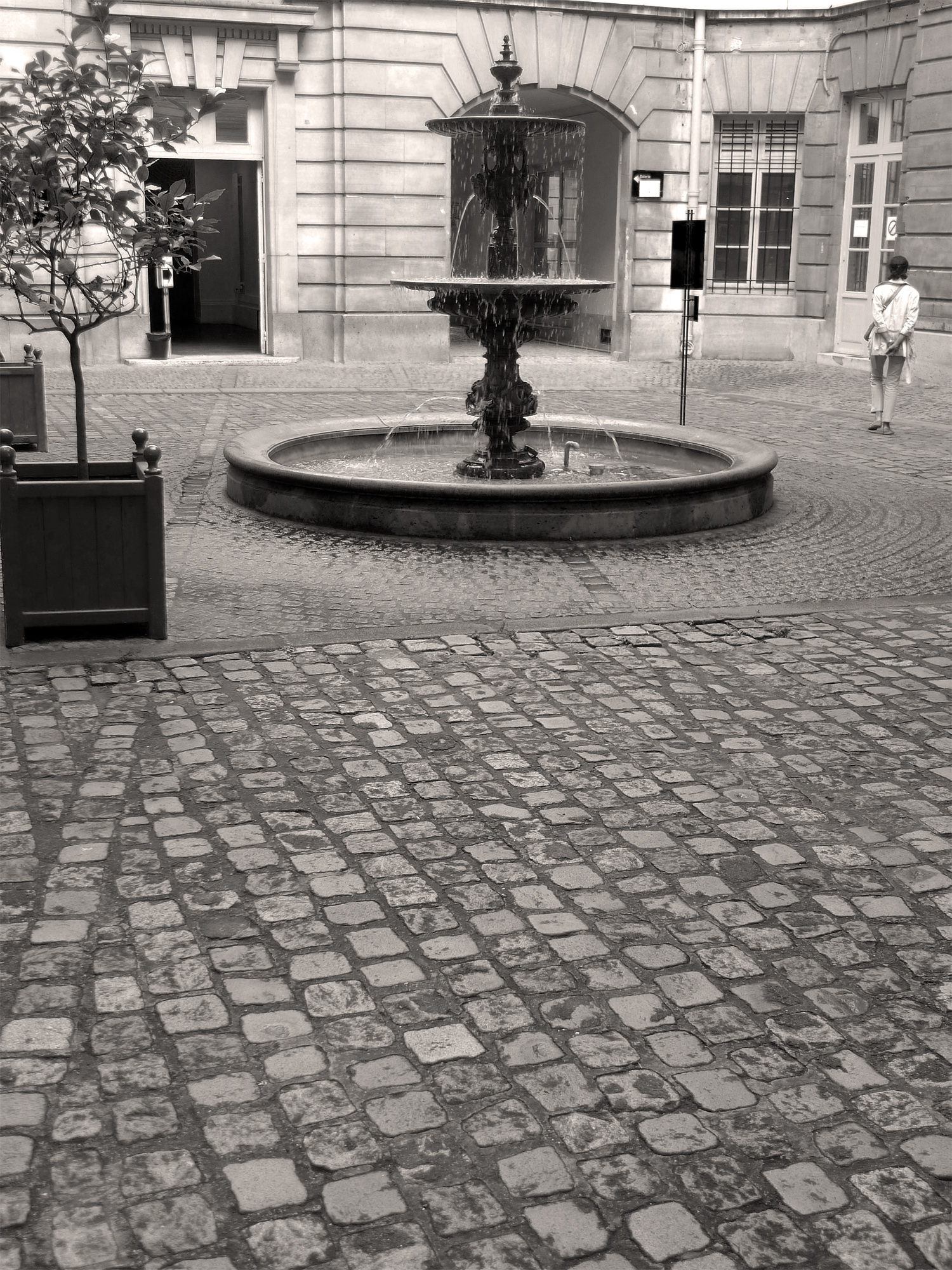
Predefinição:Numéro 55 : tracé de l'enceinte de Philippe-Auguste.
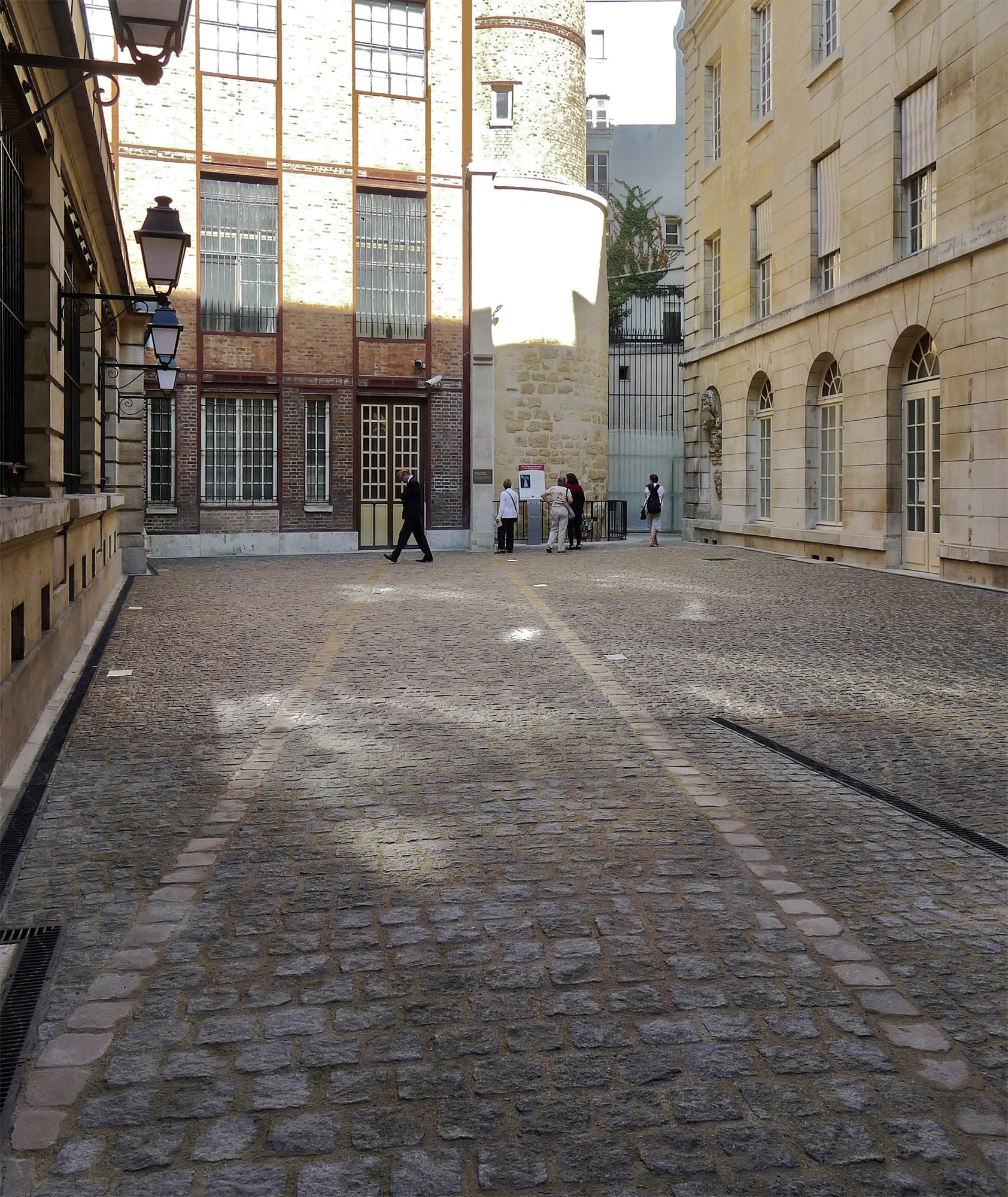
Predefinição:Numéros 57 et 57 bis : tracé de l'enceinte de Philippe-Auguste et tour Pierre Alvart.
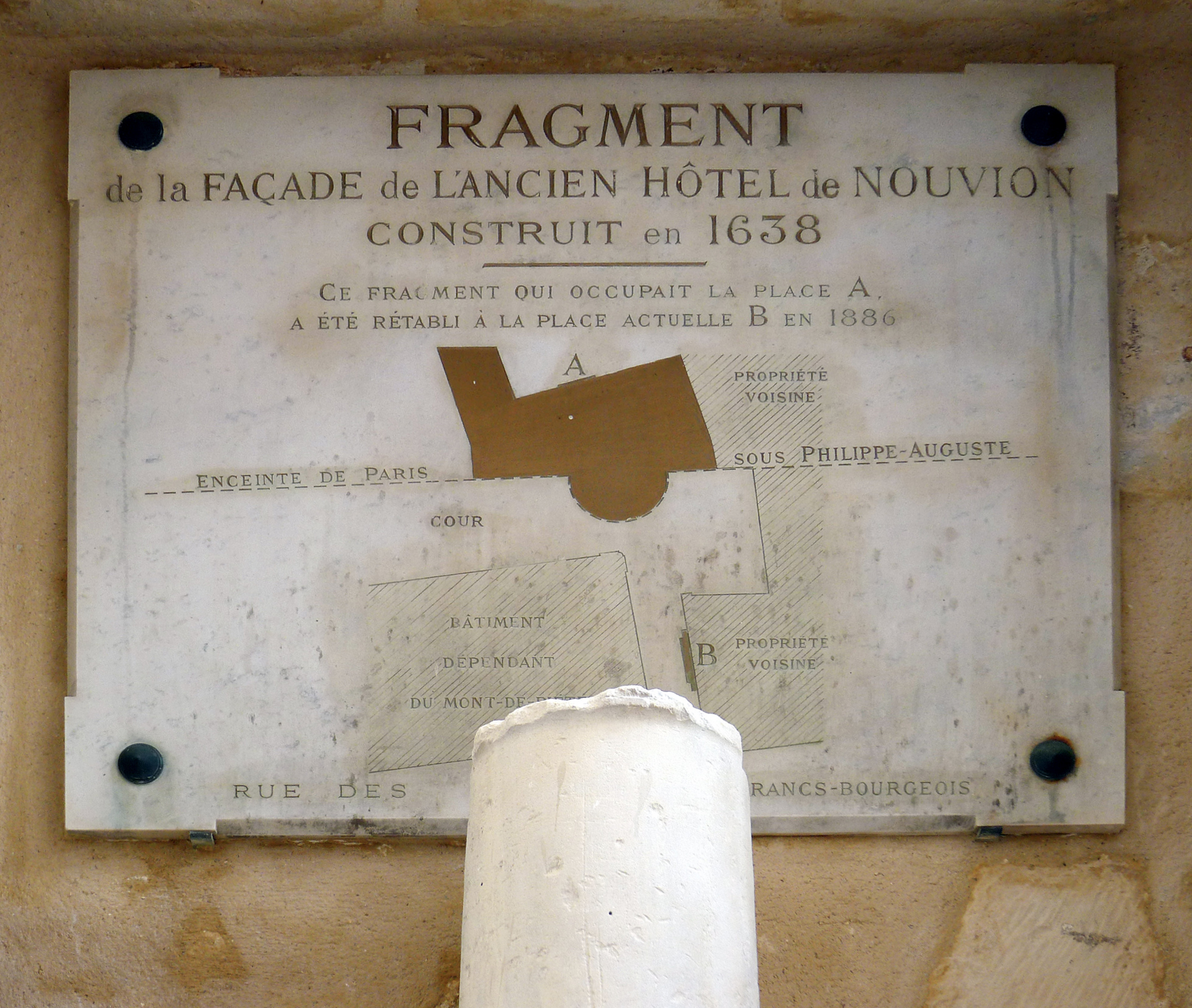
Traço do recinto em uma placa.
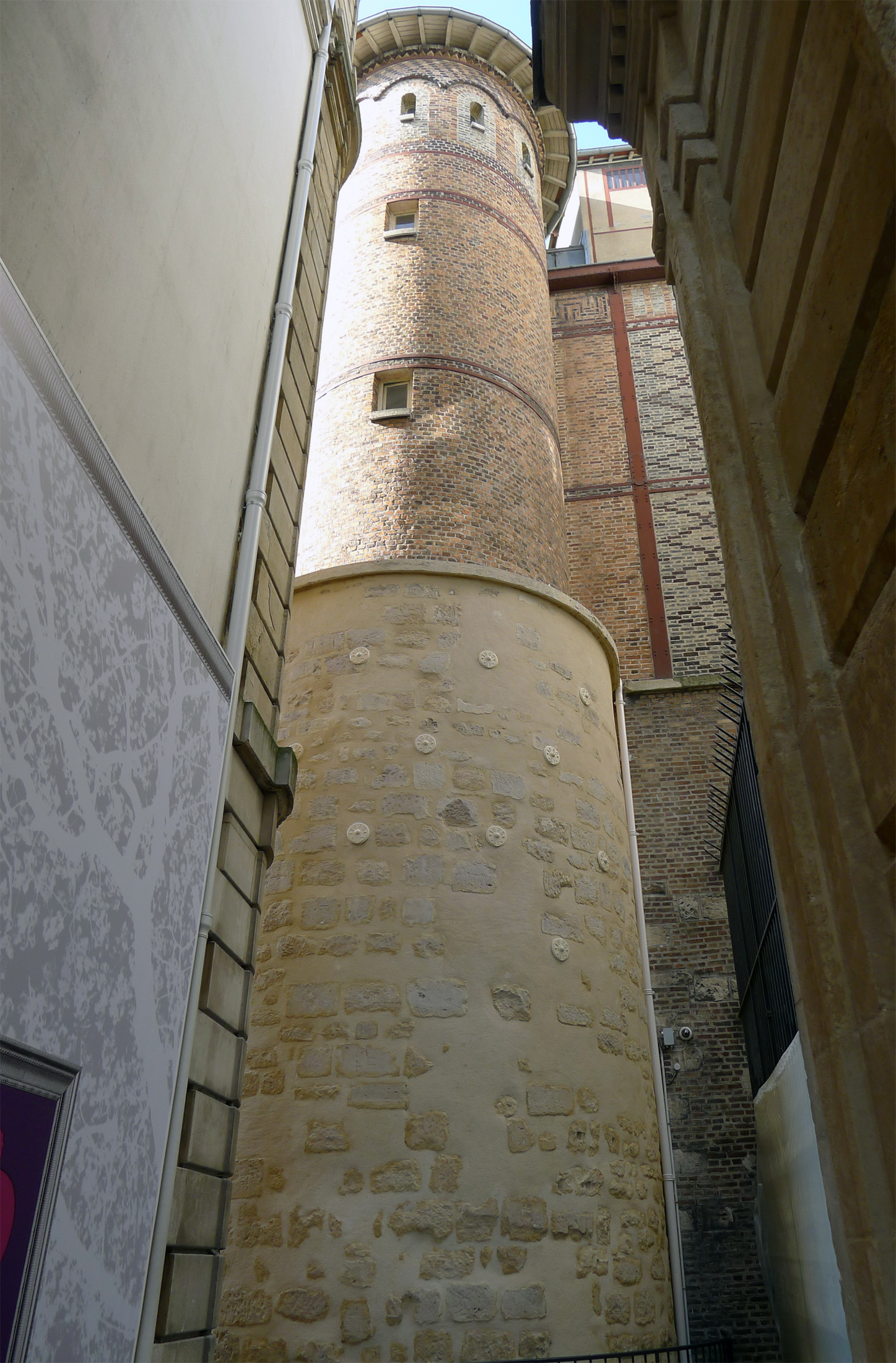
Torre Pierre Alvart encimada por uma parte mais recente.
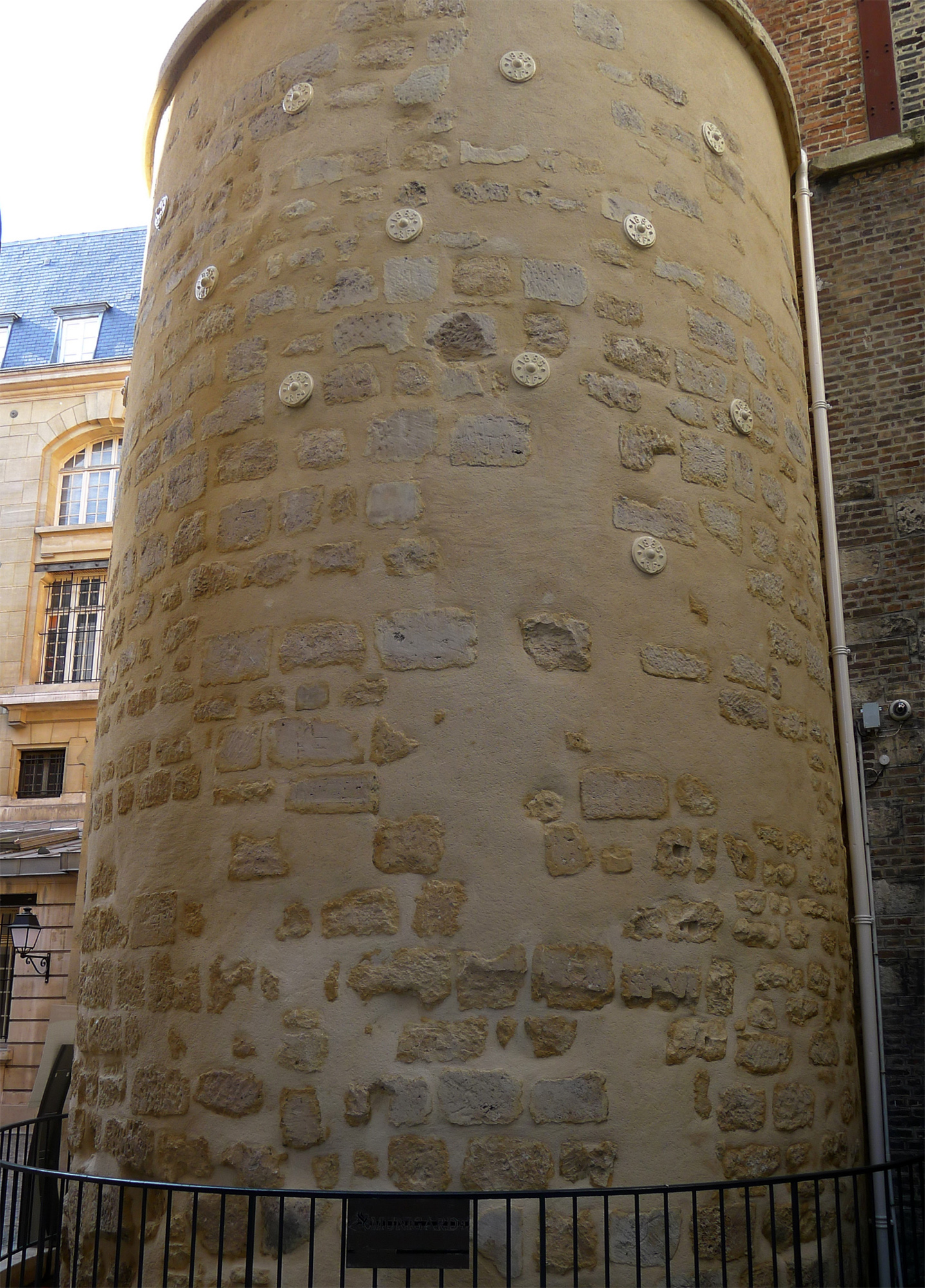
Restos da torre restaurada em 2014.
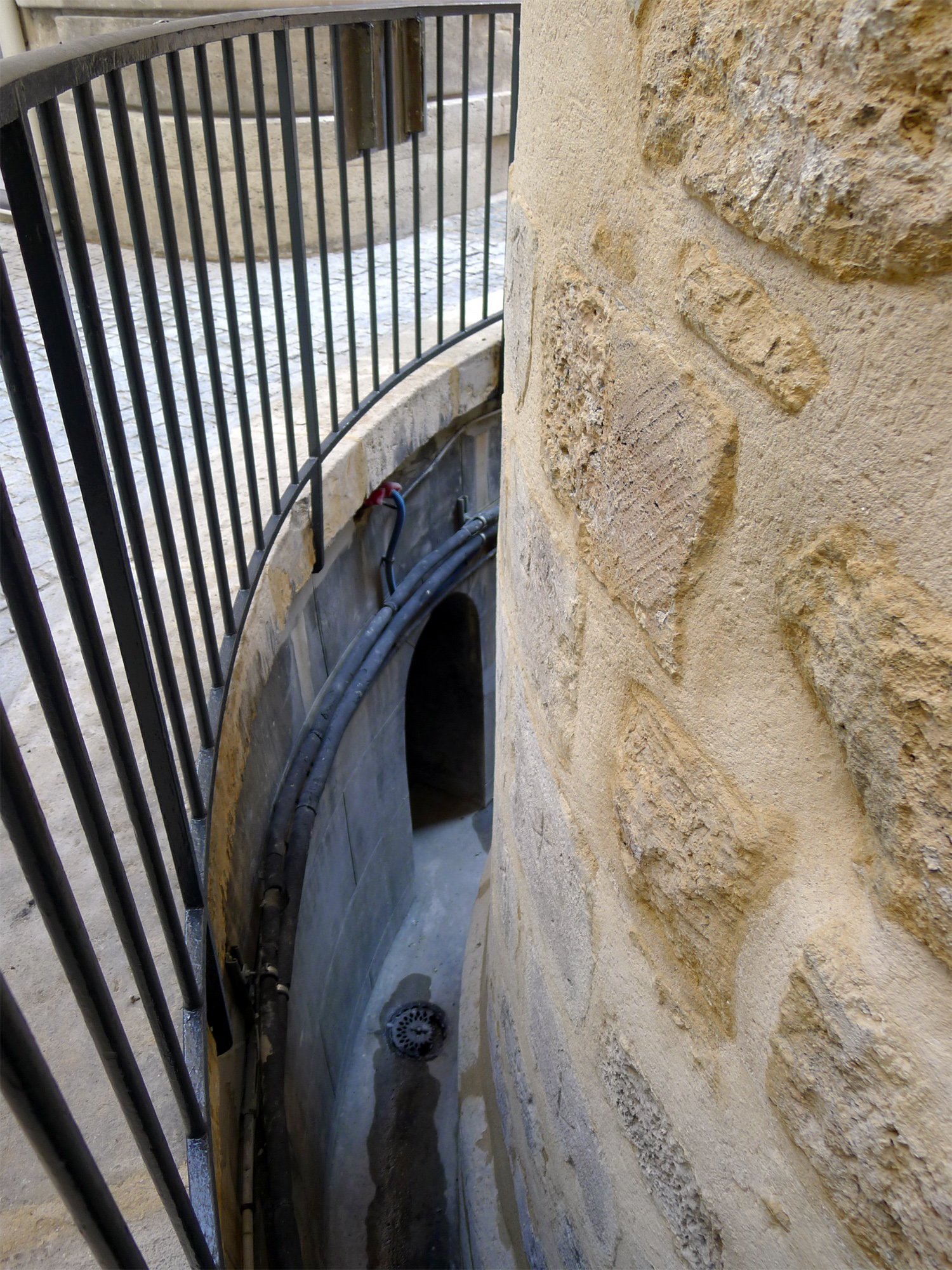
Diferença de níveis entre o atual e o inicial da torre.
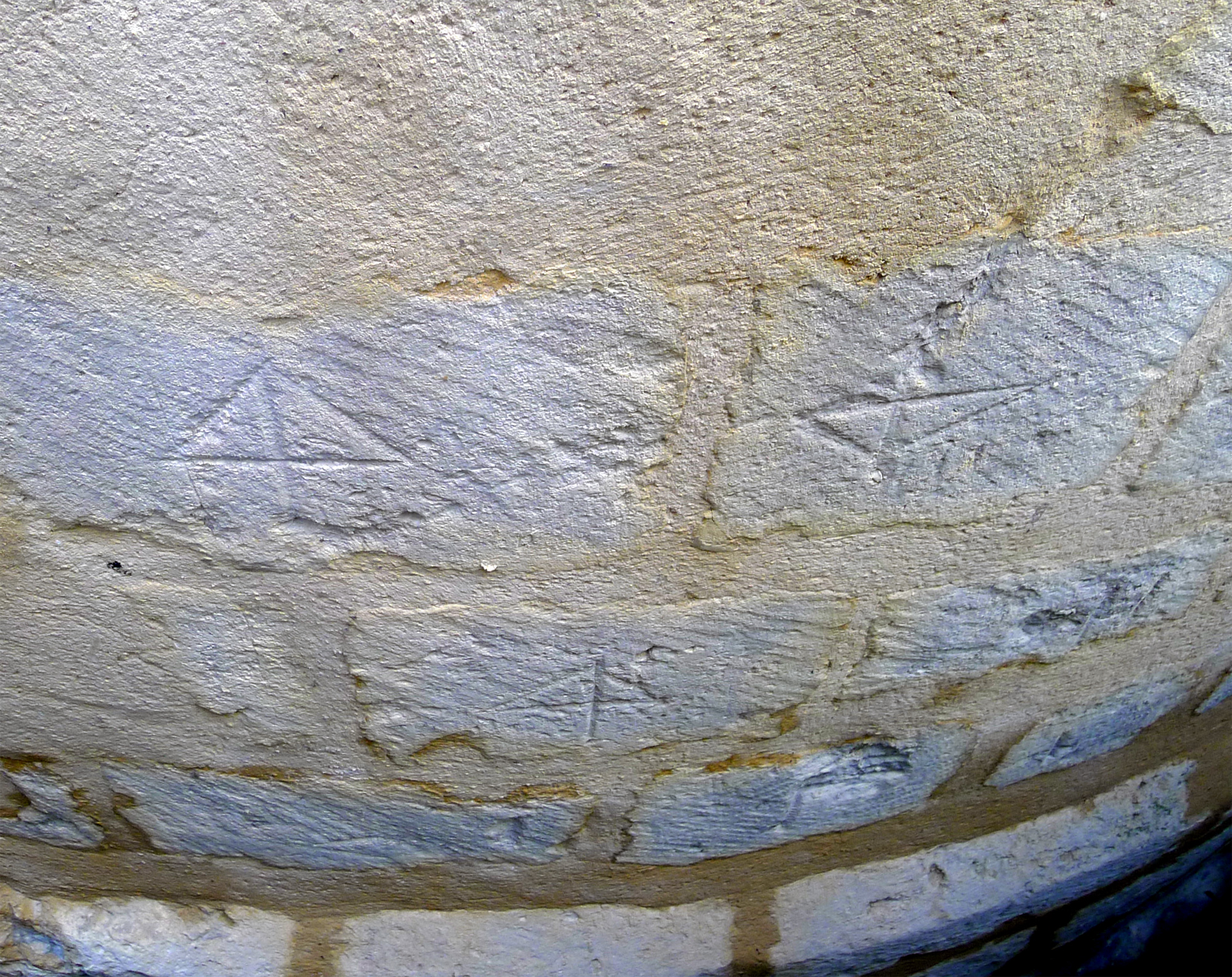
Marcas de pedreiros.

- nos 8, 10, 14, 16 rue des Rosiers

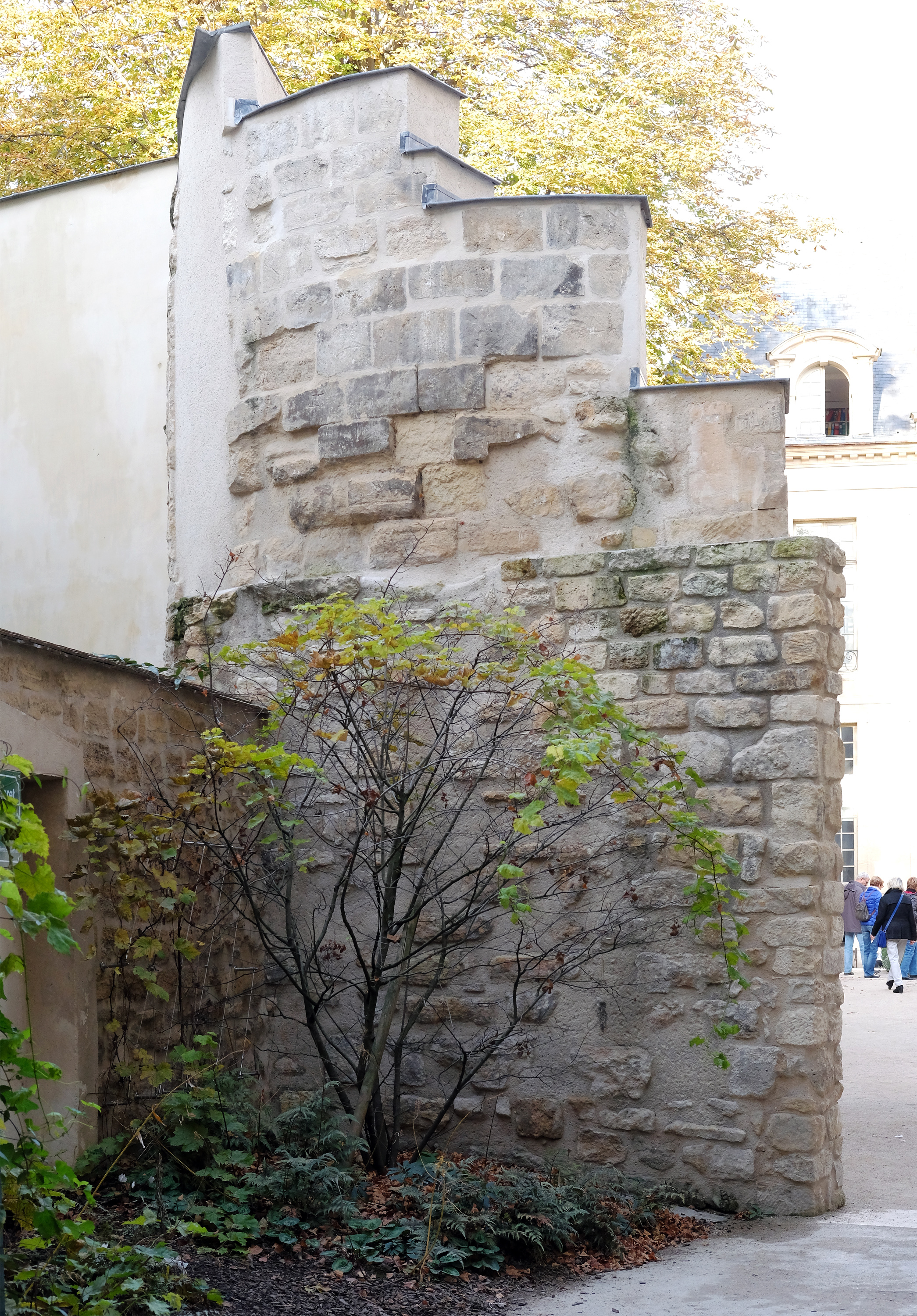
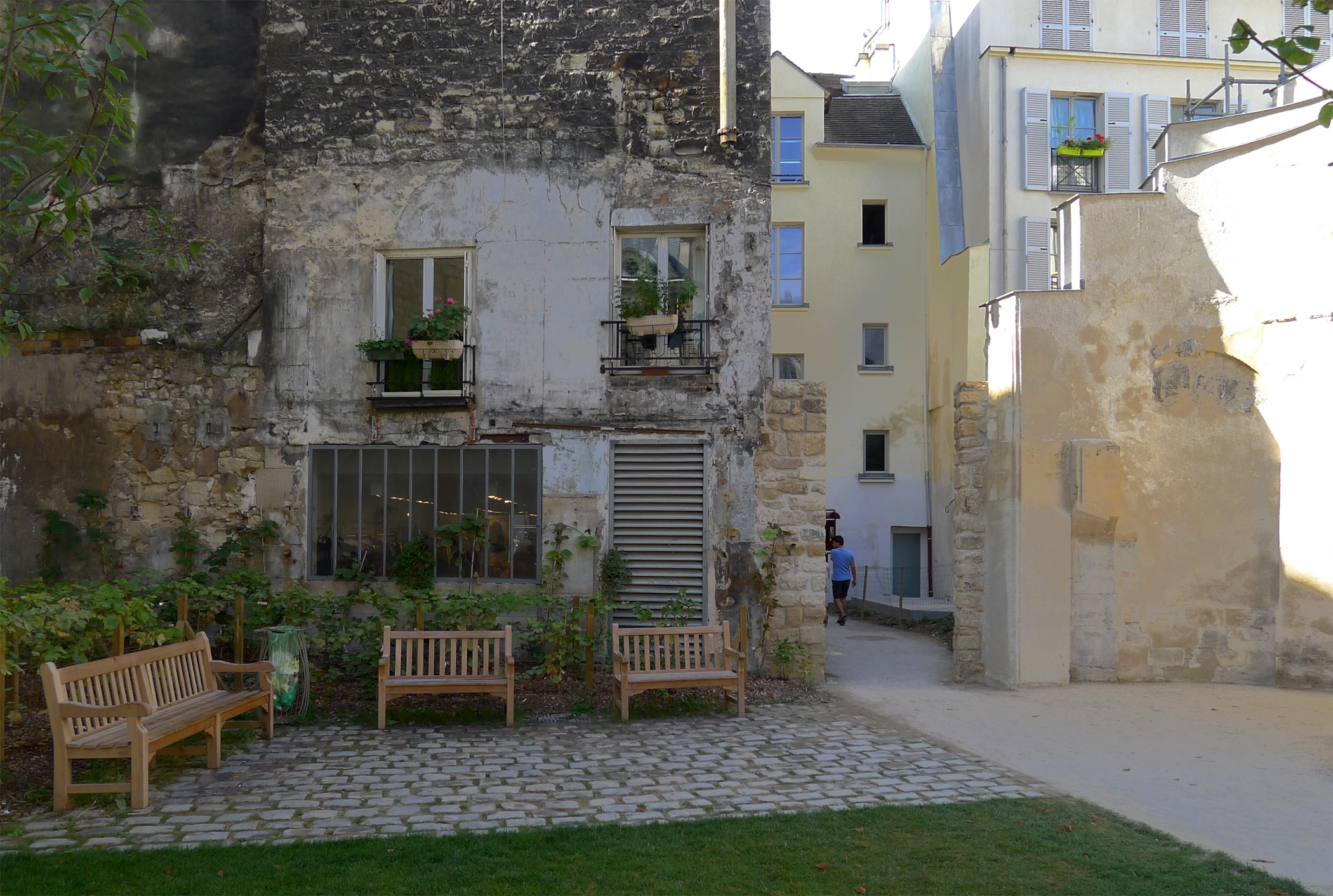
Jardin des Rosiers.
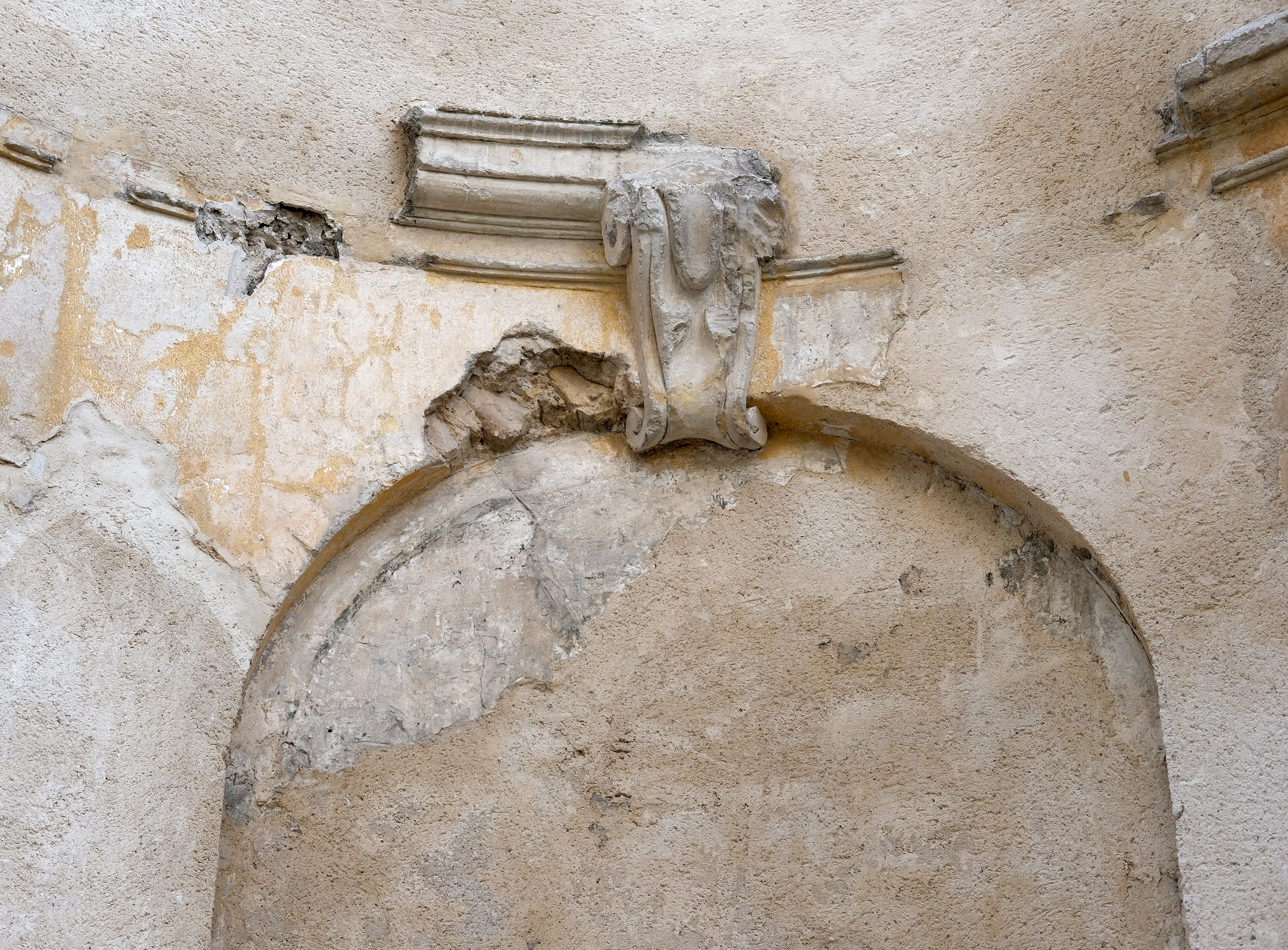
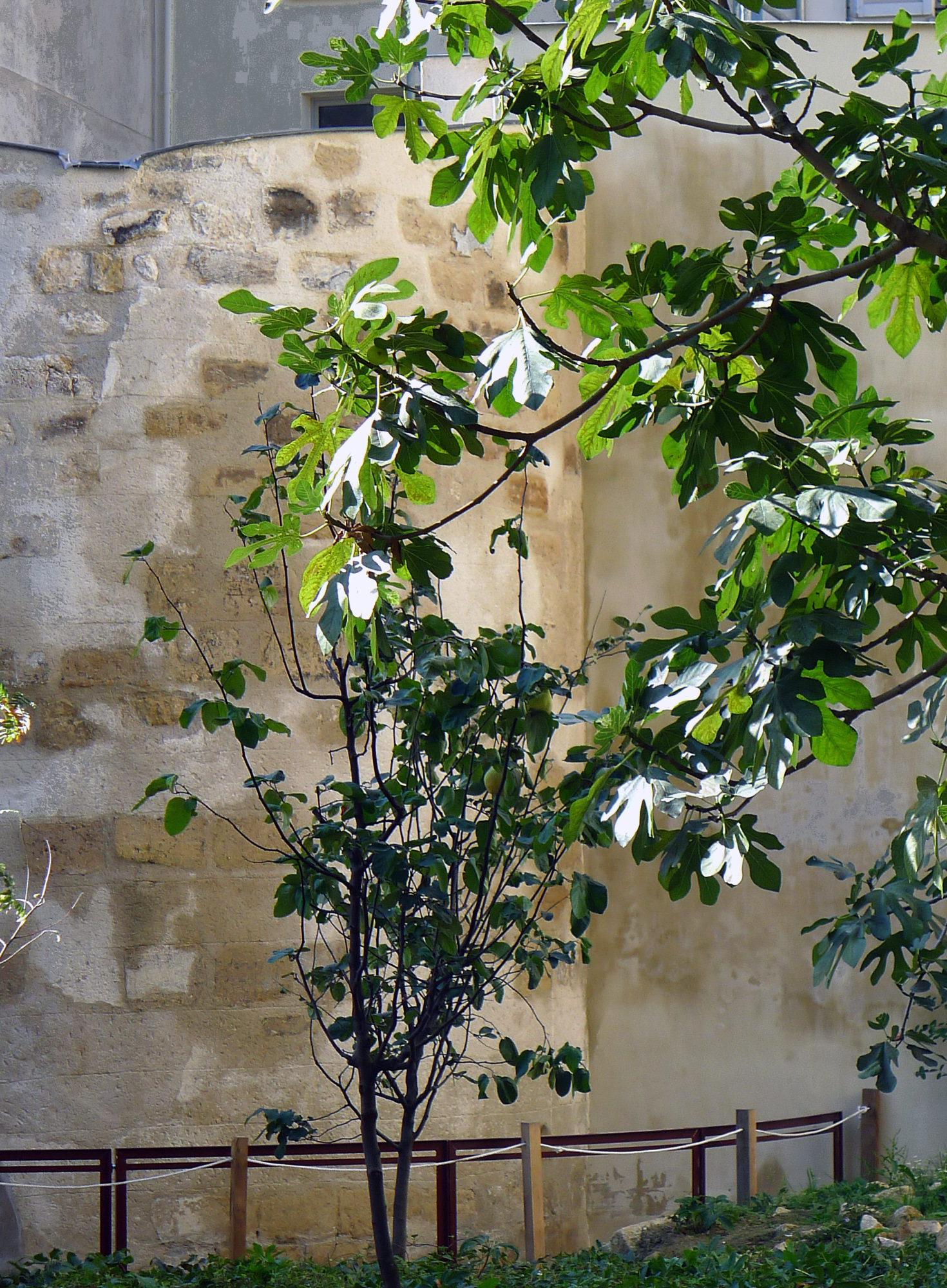
Jardin des Rosiers.

- 5.º arrondissement:
  - 9, 11 rue d'Arras, 38, 40, 42 rue du Cardinal-Lemoine[17]
  - 23, 25, 27 rue d'Arras (agora rue Jacques-Henri-Lartigue), 48, 50 rue du Cardinal-Lemoine[18]
  - 17, 19 rue du Cardinal-Lemoine, 28 rue des Fossés-Saint-Bernard[19]
  - 30 bis rue du Cardinal-Lemoine
  - 45, 47 rue Descartes, 4 rue Thouin, 60 a 68 rue du Cardinal-Lemoine, rue Clovis[20]
  - subsiste também um vestígio indireto no no 7 bis Boulevard Saint-Germain

O Arco Bievre.O Arco Bievre.
Permanece ao nível do quartel de bombeiros na rue du Cardinal-Lemoine .Permanece ao nível do quartel de bombeiros na rue du Cardinal-Lemoine .
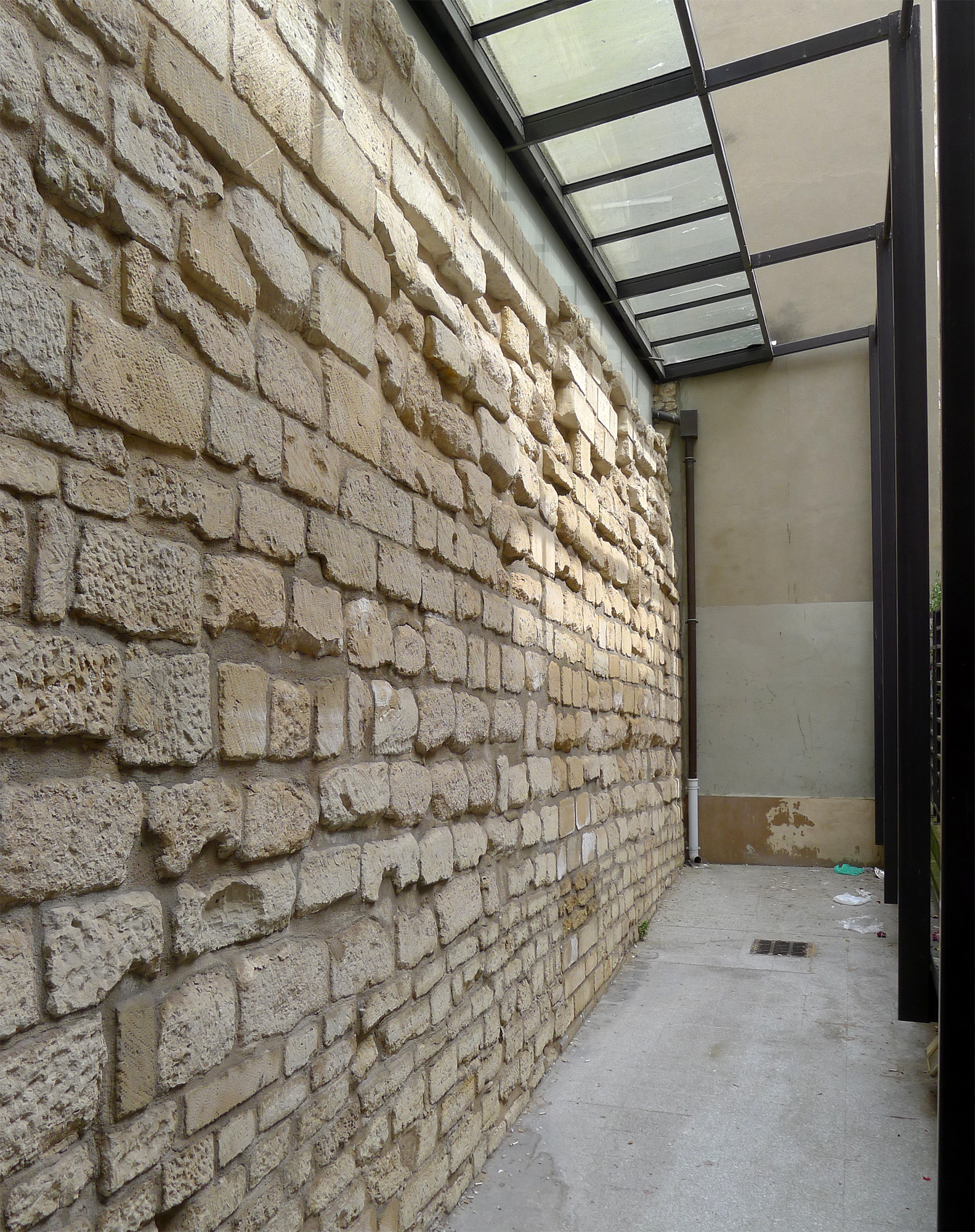
Restos da rue Jacques-Henri-Lartigue .
Parte da parede cortina, rue Clovis, restaurada em 2010.Parte da parede cortina, rue Clovis, restaurada em 2010.
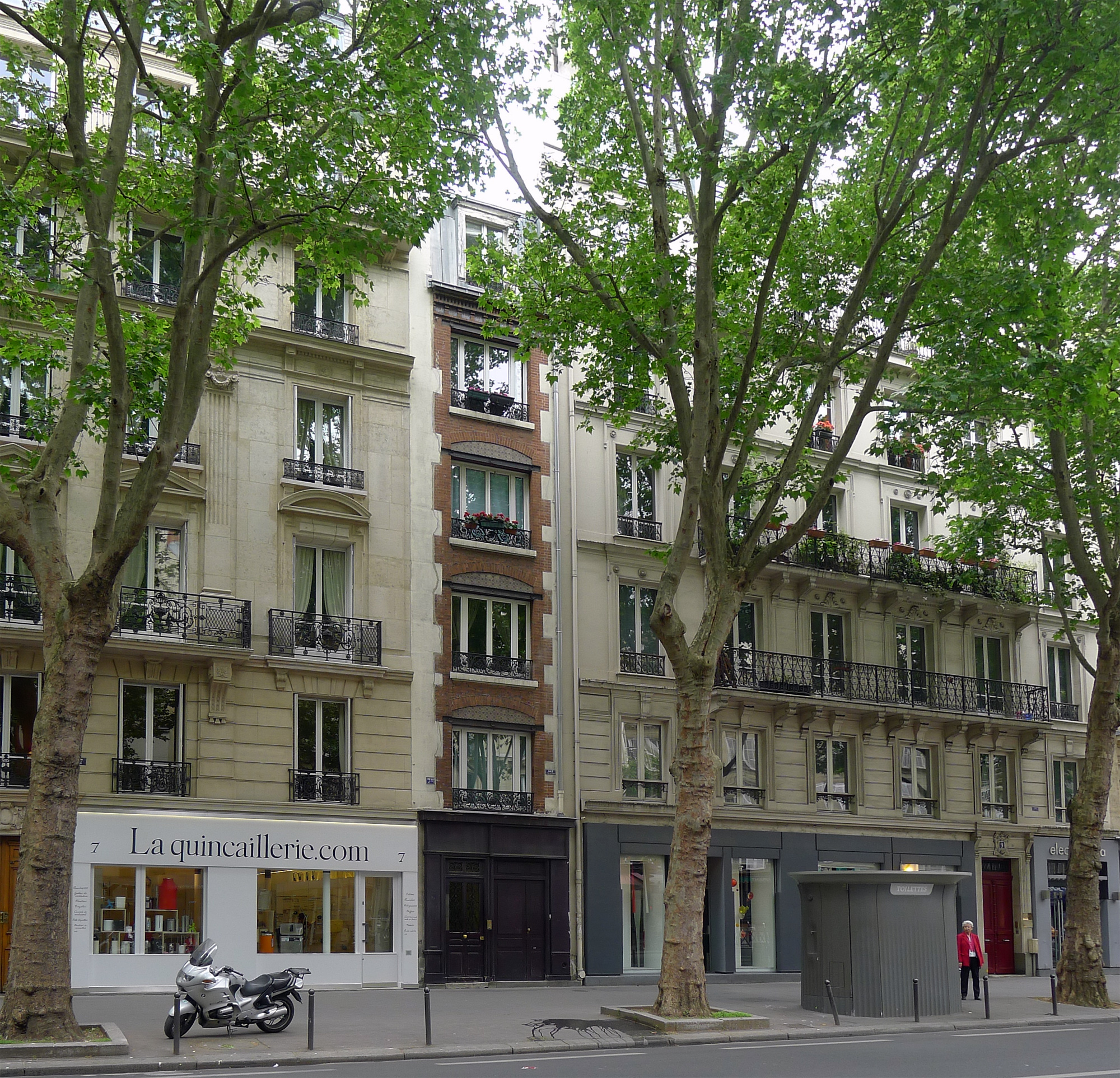
Predefinição:Numéro, boulevard Saint-Germain.

Rue Thouin
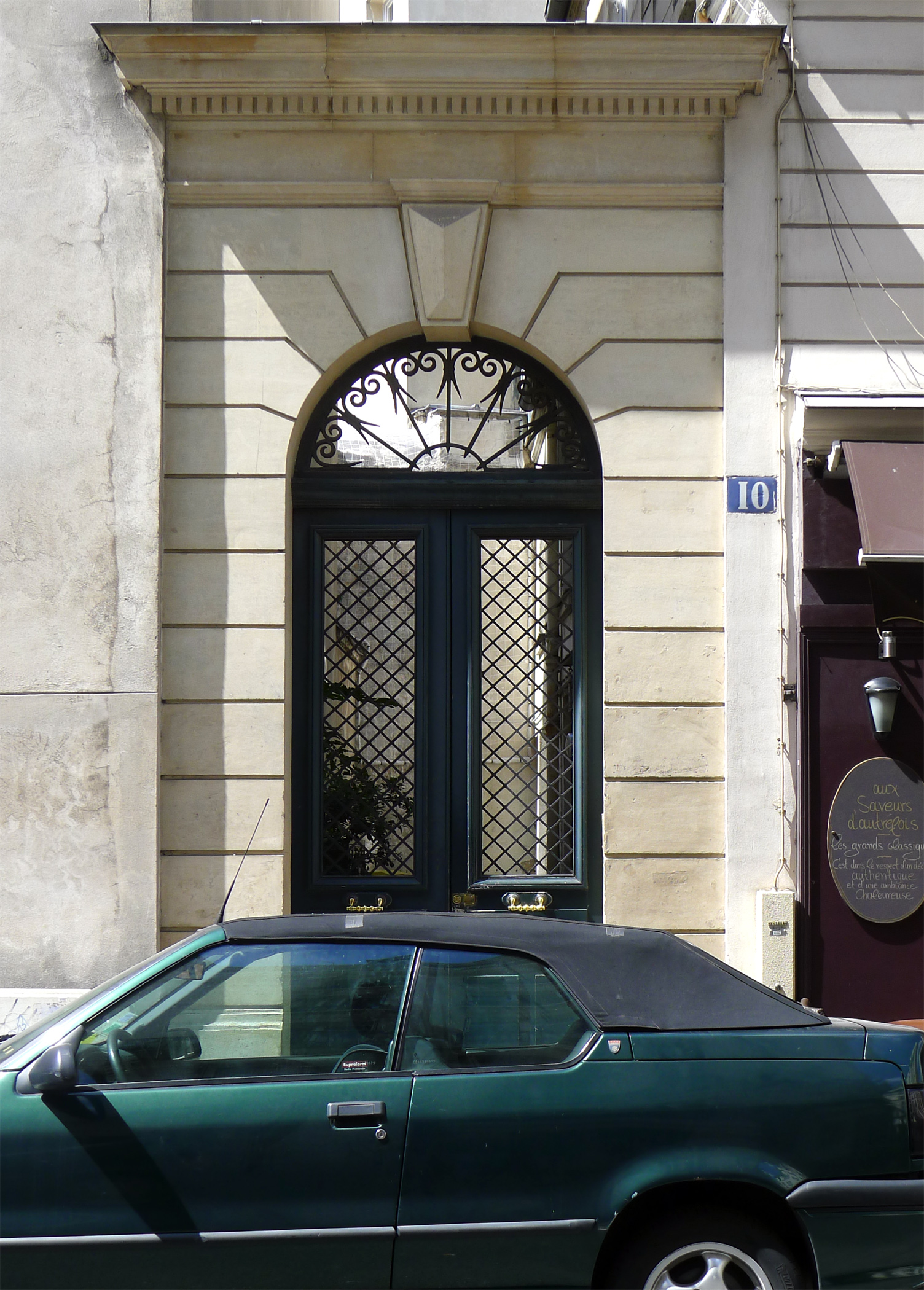
O Predefinição:Numéro 10.
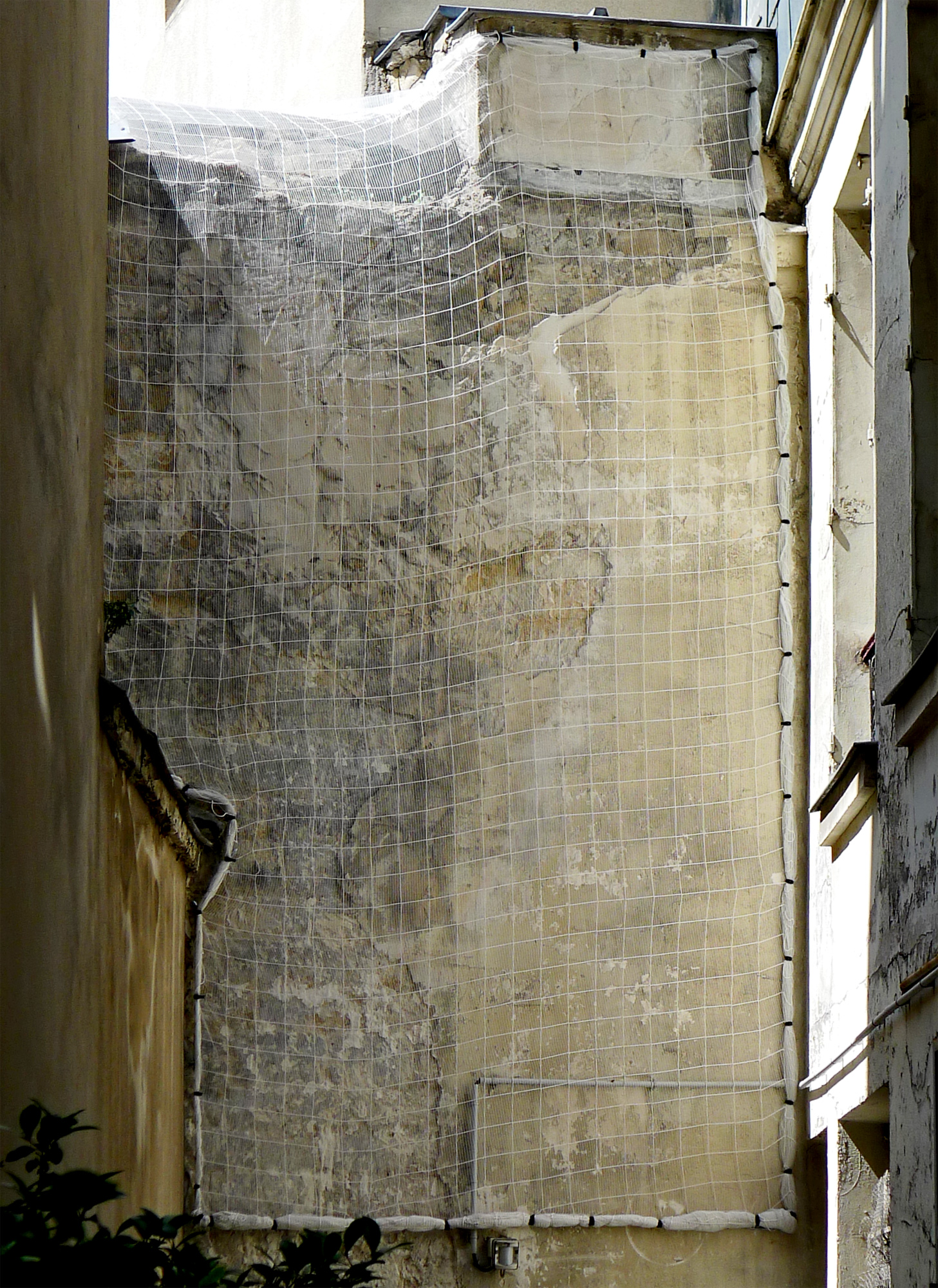
Parede do quintal.
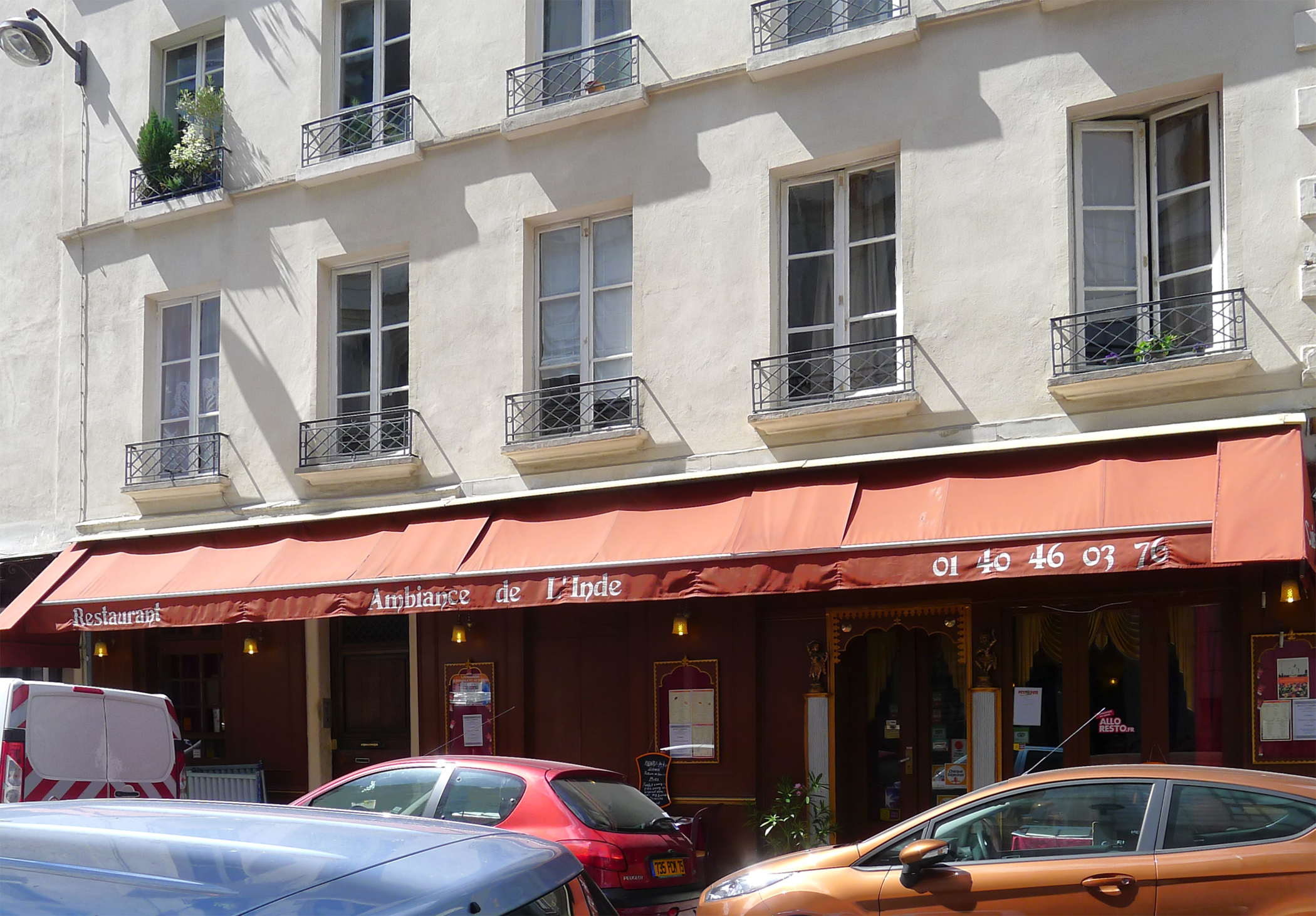
Predefinição:Numéro 12 : muro interior.
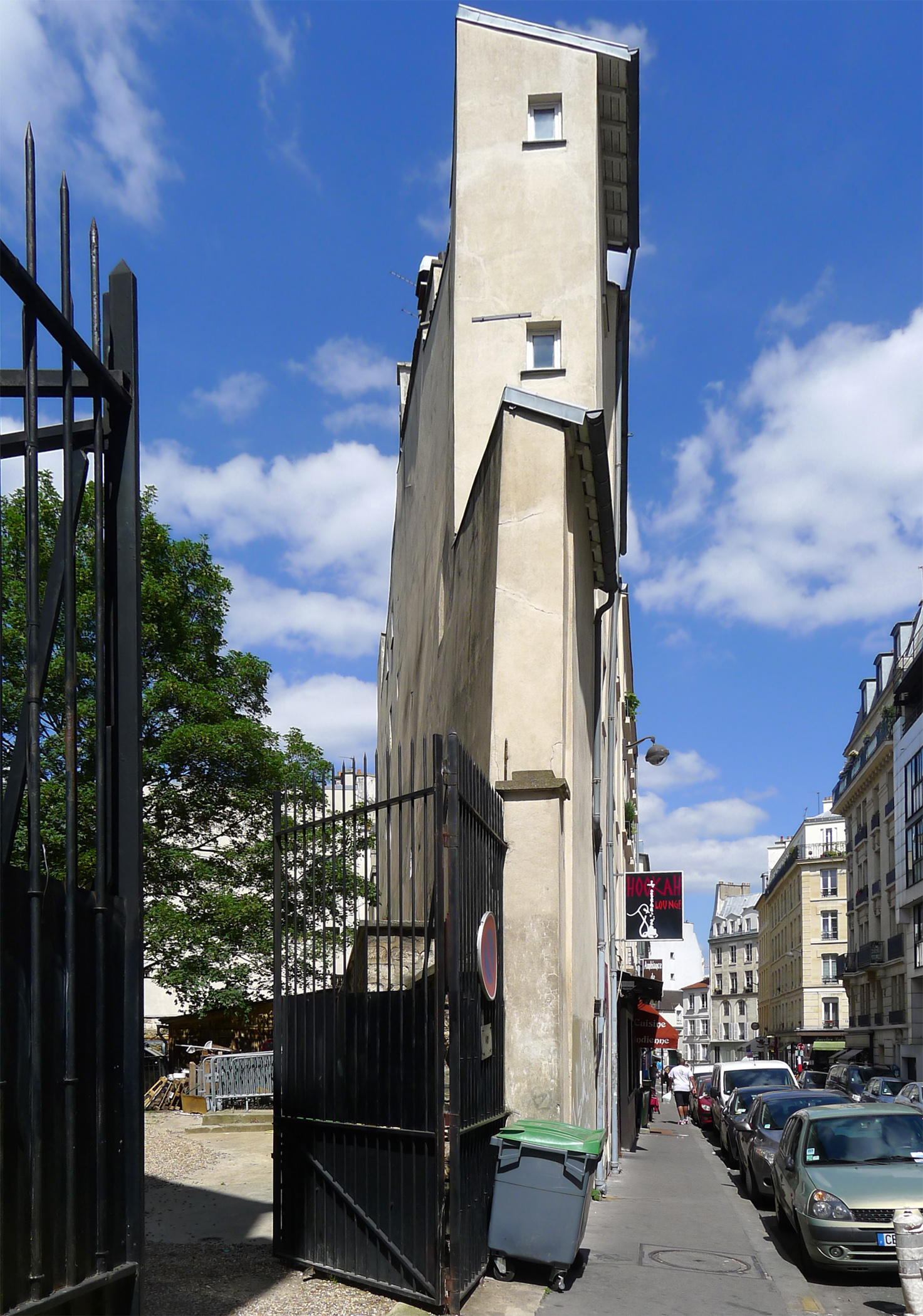
O Predefinição:Numéro 16.
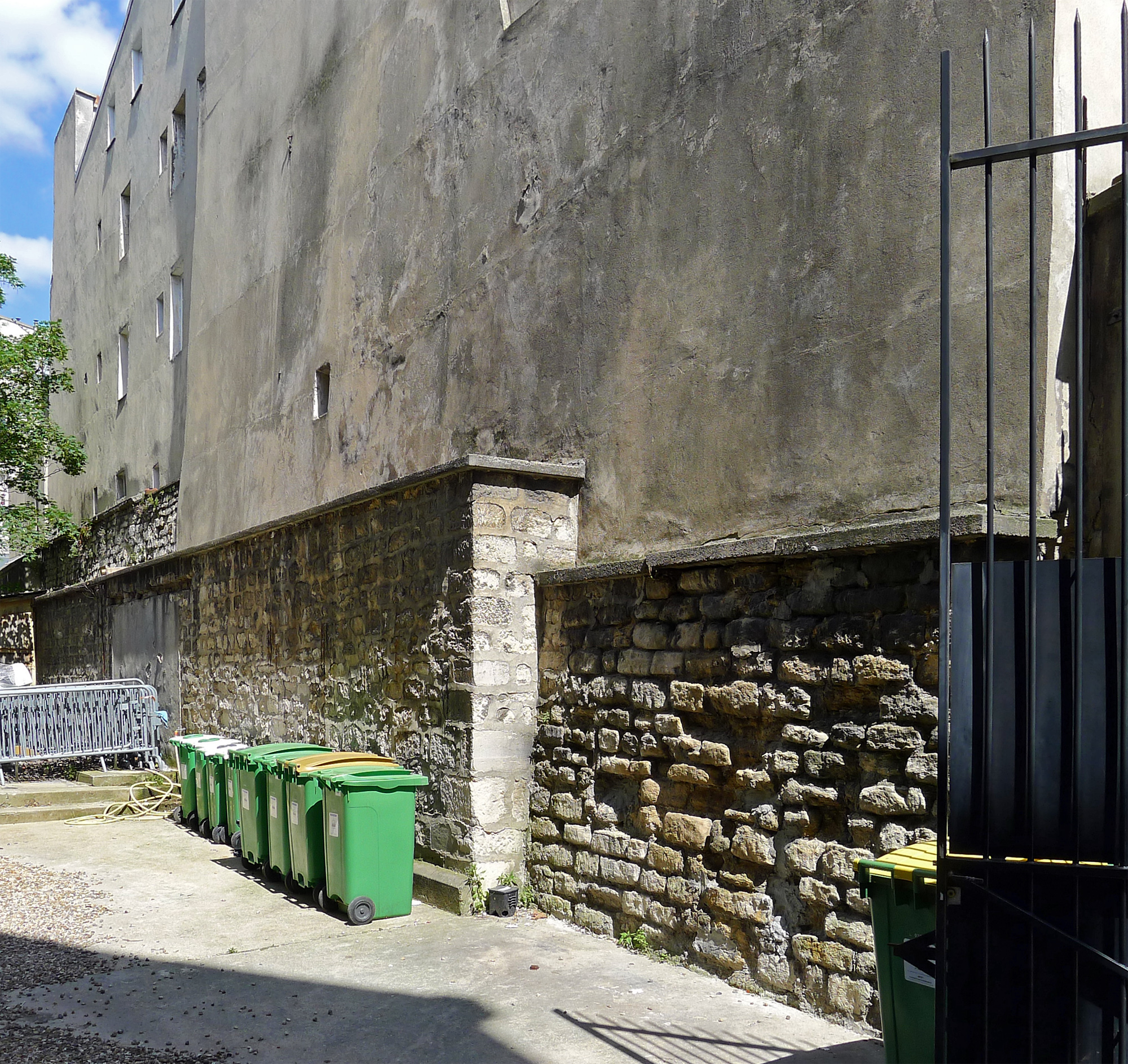
Permanece encostado na parede do lado do pátio do prédio.
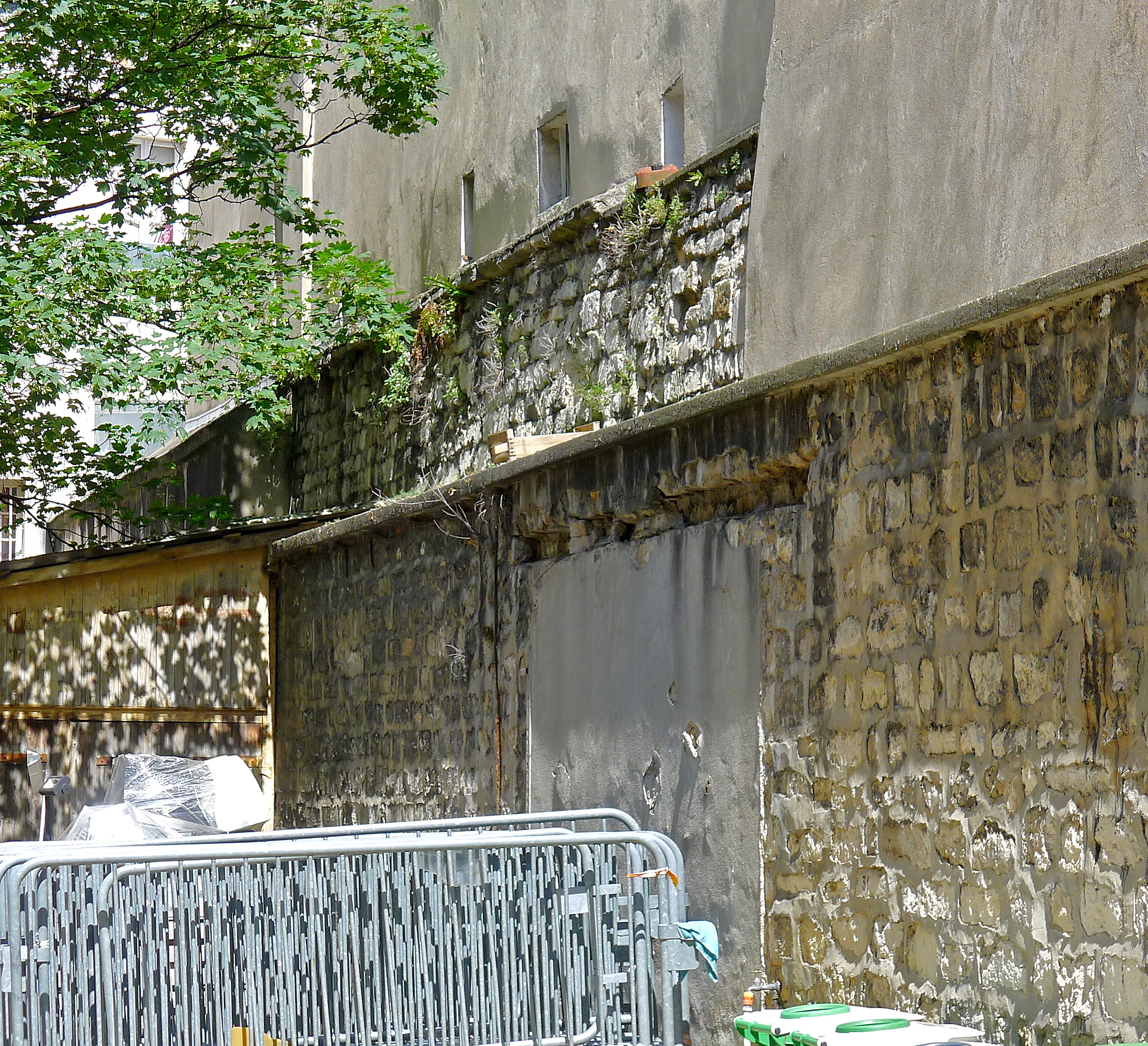
[fr→pt]Détail.

- 6.º arrondissement:
  - Cour du Commerce-Saint-André, Cour de Rohan[21]
  - 11 Quai de Conti[22]
  - 34 rue Dauphine, passage Dauphine, 35 rue Mazarine[23]
  - 13 rue de Nesle, impasse de Nevers, 27, 29 rue Guénégaud[24]

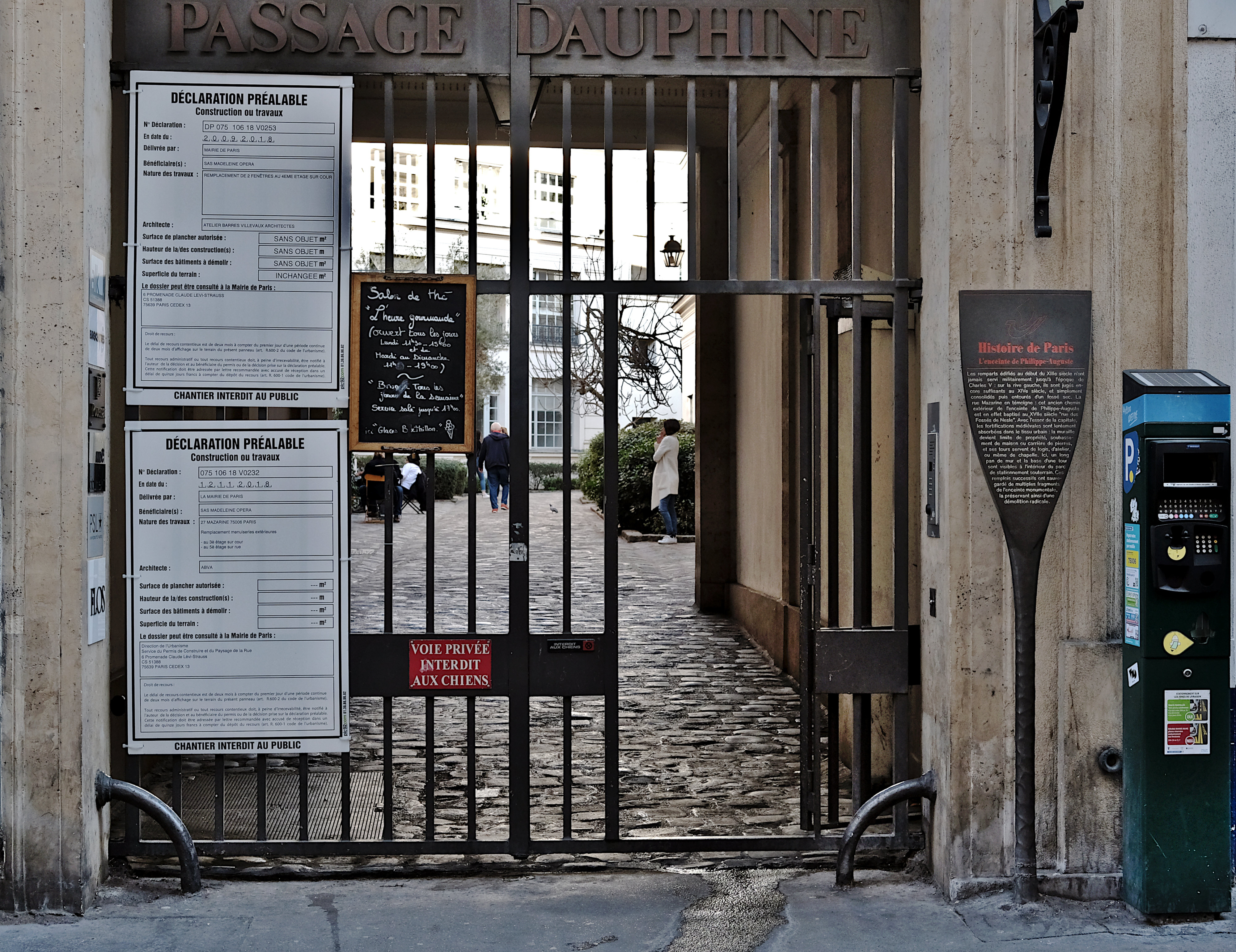
Entrada pela passagem Dauphine, lado da rue Mazarine.
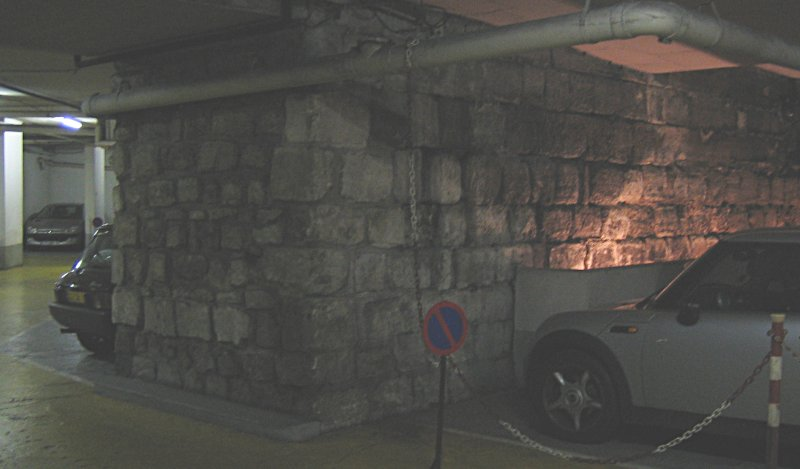
Um remanescente do muro de Filipe Augusto no estacionamento Mazarine, rue de l'Ancienne-Comédie.
Impasse de Nevers.Impasse de Nevers.